# IFA W50
Der W50 (Werdau 50 dt) ist ein zwischen 1965 und 1990 in der DDR gebauter Vielzweck-Lastkraftwagen des Industrieverbands Fahrzeugbau (IFA). Insgesamt wurden 571.789 Fahrzeuge dieses Typs gebaut. Die Produktion erfolgte bei den Automobilwerken Ludwigsfelde, Sonderfahrzeuge kamen jedoch auch aus anderen Betrieben. Das Nachfolgemodell war der ebenfalls in Ludwigsfelde gebaute IFA L60. Der W50 war der bedeutendste Lastkraftwagen der DDR.

## Entwicklungsgeschichte
Die DDR produzierte in den 1950er Jahren relativ viele LKW-Typen in eher geringen Stückzahlen, was eine wirtschaftliche Fertigung unmöglich machte. Investitionsmittel zur Vergrößerung der Produktion waren jedoch nicht verfügbar. Das Problem beabsichtigte die staatliche Plankommission durch eine Beendigung der Produktion größerer LKW zu lösen. Diese sollten künftig durch Importe aus dem RGW-Raum zur Verfügung gestellt werden. Hinzu kam, dass man in Zwickau dringend Kapazitäten für den Trabant benötigte. Die Konsequenz war die Verlegung der S4000-Produktion aus Zwickau ins Kraftfahrzeugwerk „Ernst Grube“ Werdau, wo im Gegenzug die Herstellung der größeren Typen H6 und G5 (und des Busses H6 B) beendet wurde. Die Entscheidung war bemerkenswert, da der H6 ein international geschätzter LKW war und sich auch die NVA gegen diese Pläne aussprach; sie setzte letztlich noch eine gewisse Verlängerung der G5-Produktion durch. Neben der Serienproduktion des S 4000-1 wurde in Werdau zunächst weiter am Prototyp S4500 mit größerer Nutzmasse weitergearbeitet – die Entwicklung hatte bereits in Zwickau begonnen. Die Arbeiten mussten jedoch per Beschluss der staatlichen Plankommission im Jahr 1961 abgebrochen werden.
Nach einer Zeit der Ungewissheit ging im März 1962 von Walter Ulbricht persönlich und ohne Absprache mit der staatlichen Plankommission die Initiative aus, einen neuen LKW mit Allradantrieb zu fordern. Ausschlaggebend waren die miserablen Zustände im Transportwesen der Landwirtschaft, die auf dem VII. Deutschen Bauernkongress im März 1962 diskutiert wurden. In dem Zusammenhang gab es grünes Licht für die Fortsetzung der Entwicklungsarbeiten in Werdau, wobei das inzwischen W45 genannte Funktionsmuster bereits weitgehend der späteren Serienausführung entsprach. Für damalige Verhältnisse ungewöhnlich war die öffentliche Präsentation des Prototyps noch vor der Serieneinführung. Die Fachzeitschrift KFT schrieb dazu: „Daß er im Fall des W45 LAF bereits in diesem Stadium an die Öffentlichkeit tritt, wo über andere Neuentwicklungen noch der Mantel des größten Geheimnisses gedeckt ist, hat seinen Sinn darin, daß möglichst viele Anregungen der späteren Nutzer verarbeitet werden sollen.“ Schon im Herbst 1962 wurde die Nutzlast auf 5 Tonnen angehoben, womit sich die Bezeichnung in W50 änderte.
Im Dezember 1962 gab es per Ministerratsbeschluss erneut eine strategische Änderung, die die Serieneinführung verzögerte: In Ludwigsfelde sollte ein gänzlich neues Werk errichtet werden, um den W50 in großen Stückzahlen zu produzieren. Dies war bisher das größte Investitionsvorhaben im Automobilbau der DDR. Das neue Werk wurde für einen Jahresausstoß von 20 000 LKW ausgelegt. So wurde der W50 dann nicht in Werdau, sondern in Ludwigsfelde gebaut, dennoch blieb es bei der Bezeichnung „W50“. Im Juli 1965 begann die Produktion zunächst als Pritsche mit Hinterradantrieb. Die ursprünglich von Ulbricht geforderte Allradvariante ging ab 1968 in Produktion.
Bereits zur Neuvorstellung des W 50 wurde offiziell eingeräumt, dass in dieser Klasse ein Sechszylindermotor üblich und für größere Reisegeschwindigkeiten im Lastzugbetrieb auch im W 50 sinnvoll sei. Im Motorenwerk Schönebeck hatte es allerdings Schwierigkeiten bei der Weiterentwicklung des Sechszylinders des IFA G5 gegeben. 1964 wurde die Einführung eines Sechszylinders für einen W50-Nachfolger im Jahr 1970 geplant, wobei nun das Motorenwerk Nordhausen mit der Entwicklung beauftragt war. Doch auch hier traten sowohl politisch als auch technisch große Hürden auf. Die Serieneinführung musste immer wieder verschoben werden und gelang schließlich erst 1987 in Gestalt des IFA L60. Im W50 wurde der Vierzylindermotor hingegen bis zum Produktionsende 1990 beibehalten. Auch die Gestaltung des bis 1990 unveränderten Fahrerhauses konnte schon zu Produktionsbeginn des W50 nicht mehr als fortschrittlich gelten.
1973 wurde der 125 000. W50 produziert, allein auf das Jahr 1973 entfielen 21 575 Stück. 1980 lief der 300.000 W50 vom Band.
1985 wurde in einem W50 weltweit erstmalig in einem Kraftfahrzeug ein Dieselmotor mit Common-Rail-Einspritzung getestet, der im Motorenwerk Nordhausen entwickelt worden war. Aufgrund finanzieller Engpässe konnte die Entwicklung jedoch nicht weiter verfolgt werden.

## Technik
Angetrieben wurde der W50 von einem wassergekühlten Vierzylinder-Viertakt-Dieselmotor. Anfangs war dies der 4 KVD 14,5/12 mit Wirbelkammereinspritzung, der 110 PS bei 2200/min und ein Drehmoment von 40 kpm bei 1400/min entwickelte. Dieser Motor war eine kurzfristig realisierte Weiterentwicklung des Motors EM 4 aus dem Vorgänger IFA S4000-1, die sich als unausgereift erwies. 1967 erfolgte die Umstellung auf den Vierzylindermotor 4 VD 14,5/12-1 SRW mit 125 PS, bei dem es sich um eine Neuentwicklung mit Direkteinspritzung (M-Verfahren) handelte, die im Rahmen eines Lizenz- und Entwicklungsvertrags in Kooperation des Motorenwerk Nordhausen mit MAN zustande gekommen war. Doch die Serienproduktion in Nordhausen erfolgte voreilig, sodass die Motoren zunächst eine unbefriedigende Standzeit über maximal 160 000 km aufwiesen. Erst ab 1969 stabilisierte sich die Fertigungsqualität. Ende 1973 wurde mit dem weiterentwickelten Motor 4 VD 14,5/12-2 eine weitere Verbesserung der Qualität und somit eine Laufzeit bis zur Grundinstandsetzung von 275 000 km erreicht. Dessen Variante für die NVA war kaltstartfähig und bis −40 °C betriebsfähig. Vereinzelt konnten ohne Wechsel von Motor und Einspritzpumpe Laufleistungen von 1 Million km erreicht werden.
Der W 50 wurde mittels eines Fünfganggetriebes geschaltet. Motor- und Betriebsbremse (Verzögerung >5m/s²) waren im internationalen Vergleich 1965 als sehr wirksam einzuschätzen. Im Vergleich zum S4000-1 wurde die Federung deutlich weicher ausgelegt. Da keine Druckluftfederung, sondern konventionelle Blattfedern verwendet wurden, ergab sich als Kompromiss eine relativ große Ladehöhe. Diese konnte 1966 um 10 cm verringert werden. Der kurze Radstand von 3200 mm (Normalausführung) gestattete einen Wendekreis von 14,2 m. Zu den Weiterentwicklungen im Detail zählte der zentralgefederte Fahrersitz ab 1968. 1973 wurde die Ross-Lenkung durch eine Kugelumlauflenkung ersetzt, und ab 1974 gab es einen lastabhängigen Bremskraftbegrenzer an der Hinterachse.
Neben dem Hinterachsantrieb war auch ein zuschaltbarer Allradantrieb (W50-LA) lieferbar. Die zulässige Anhängelast betrug 10 t. Speziell für den landwirtschaftlichen Einsatz gab es den W50-LA/Z (Zugmaschine). Dieser hatte eine zulässige Anhängelast von bis zu 16 t, was den Vorteil hatte, dass insbesondere in der Erntesaison mit zwei Anhängern gefahren werden konnte. Einsatzspezifisch waren neben der Standardbereifung auch die umgangssprachlich als Ballon-Reifen bezeichneten Niederdruck-Reifen 16 x 20 vorgesehen, die neben einem zusätzlichen Untersetzungsgetriebe die Geländegängigkeit merklich erhöhten. Angetriebene Achsen waren mit einer zuschaltbaren Differentialsperre ausgestattet, an der Vorderachse gab es diese mit Einführung der neuen Vorderachse 1973. Mit Allradantrieb hatte der W50 eine hohe Geländegängigkeit, die ihn sehr geeignet für Gebiete mit schlechtem Verkehrsnetz und wegeloses Terrain sowohl in Gebirge, Urwald und Wüste machte. (Seine Steigfähigkeit zeigte der W50 bei einer Testvorführung 1968 im Népstadion von Budapest, als ein Testfahrer ihn die Treppe der Zuschauerränge ohne Probleme bis zum oberen Stadionrand hinauffuhr.) Dazu kam, dass das Fahrzeug auch mit wenig geschultem Personal gewartet und repariert werden konnte. 1973 wurde die angetriebene Vorderachse umfassend überarbeitet. Neue Achsbrücken, verbesserte Motorlagerung, Radialreifen und weitere Detailverbesserungen gab es 1976.

## Ausführungen
Der W50 wurde in 60 verschiedenen Grundvarianten gefertigt (Kipper, Kasten, Pritsche, Militär, Feuerwehr, Koffer usw.). Neben dem Standardfahrerhaus (zweitürig, zwei Sitzplätze) gab es ein verlängertes Fahrerhaus (zweitürig, vier Sitzplätze oder zwei Sitzplätze und zwei Schlafliegen) und zwei Langfahrerhausvarianten (viertürig, sechs beziehungsweise zehn Sitzplätze). Letztere wurden häufig bei Feuerwehr- und Bautruppfahrzeugen verbaut. Zwei Radstände (3200 mm und 3700 mm) waren lieferbar. Letzterer kam nur bei den Ausführungen Speditionspritsche, Ladekran, Langfahrerhaus, Möbelkoffer und Feuerwehrfahrzeug zum Einsatz. Für Militärfahrzeuge wurde beim Fahrerhaus auf der Beifahrerseite eine Dachluke eingebaut, die mittig angeordnete Dachklappe des Zivilfahrerhauses entfiel dabei. Allradausführungen (W50 LA) konnten mit einer über das Verteilergetriebe angetriebenen Seilwinde ausgestattet werden. Für Sonderaufbauten wie Kehrmaschinen und einige Exportmärkte wurden Rechtslenker angeboten.
Die Produktion startete mit der Holzpritsche, 1966 folgten Dreiseiten-Kipper, Kofferaufbau und Universal-Montagemast. 1967 kam die erste Allrad-Variante hinzu, sowie ein Spezialfahrzeug für Langmaterialtransport. Ab 1968 folgten Ausführungen mit um 50 cm verlängerten Radstand, begonnen mit der Speditionspritsche. Für die Sattelzugmaschine wurde zu dieser Zeit ein Milchtankfahrzeug entwickelt. 1968 kamen Lösch-, Tanklösch- und Drehleiterfahrzeuge ins Programm, 1969/70 ein Zweiseitenkipper und das um 50 cm längere Langfahrerhaus mit einer Sitzbank oder alternativ zwei Schlafliegen, zunächst als Pritschenwagen, Möbelkoffer und Kühlzug (jeweils langer Radstand), sowie Ausführungen mit Ladebordwand und Ladekran. 1970 wurde der W50 in mehr als 60 verschiedenen Varianten produziert. 1971 kamen unter anderem Mischfuttersattelzug und Kehrmaschine hinzu, 1973 ein Leichtbaukoffer für mobile Werkstätten und der Pritschen-Sattelauflieger HLS 100.02, der 1979 weiterentwickelt und als HLS 100.09 auch mit Ladebordwand erhältlich war. Den Auflieger zum Transport brennbarer Flüssigkeiten wie Kraftstoffe gab es ab 1974, weitere Aufliegertypen folgten. Die Kehrmaschine wurde Mitte der 1970er Jahre umfassend verbessert. 1976 gingen der Autodrehkran 70, ein allradgetriebenes Abschlepp- und Bergefahrzeug sowie ein Kühlmaschinenkoffer in Serie. Ab 1977 gab es den kastenförmigen Werkstatt-Kofferaufbau (Allradantrieb), 1979 kam ein Sattelauflieger für Buttertransport hinzu und eine Feuerwehr mit Drehleiter DL 30. Außerdem wurden in einigen Exportländern wie Ungarn eigene W50-Aufbauen entwickelt. Ab 1980 gab es mit Blick auf den Export weitere Allrad-Varianten – eine Stahlpritsche (LA/PVB), den Werkstattkoffer mit Niederdruckreifen (LA/W-ND) und ein Wassertransportfahrzeug (LA/WT 80P). 1981 wurde auf Basis des W50 die Kehrmaschine KM 2301 herausgebracht. Im Folgenden sind einige Varianten des W50 abgebildet.

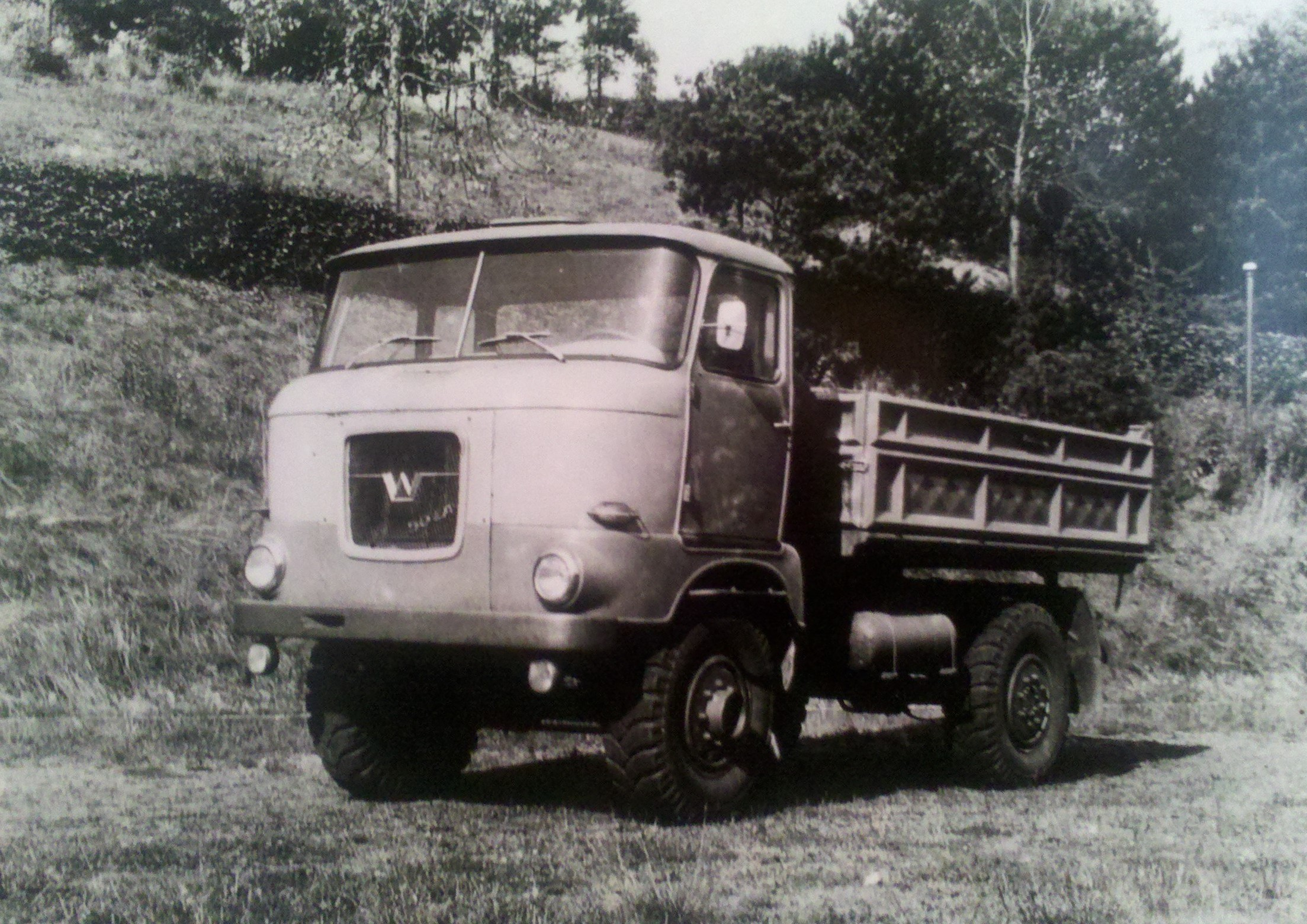
Prototyp W45
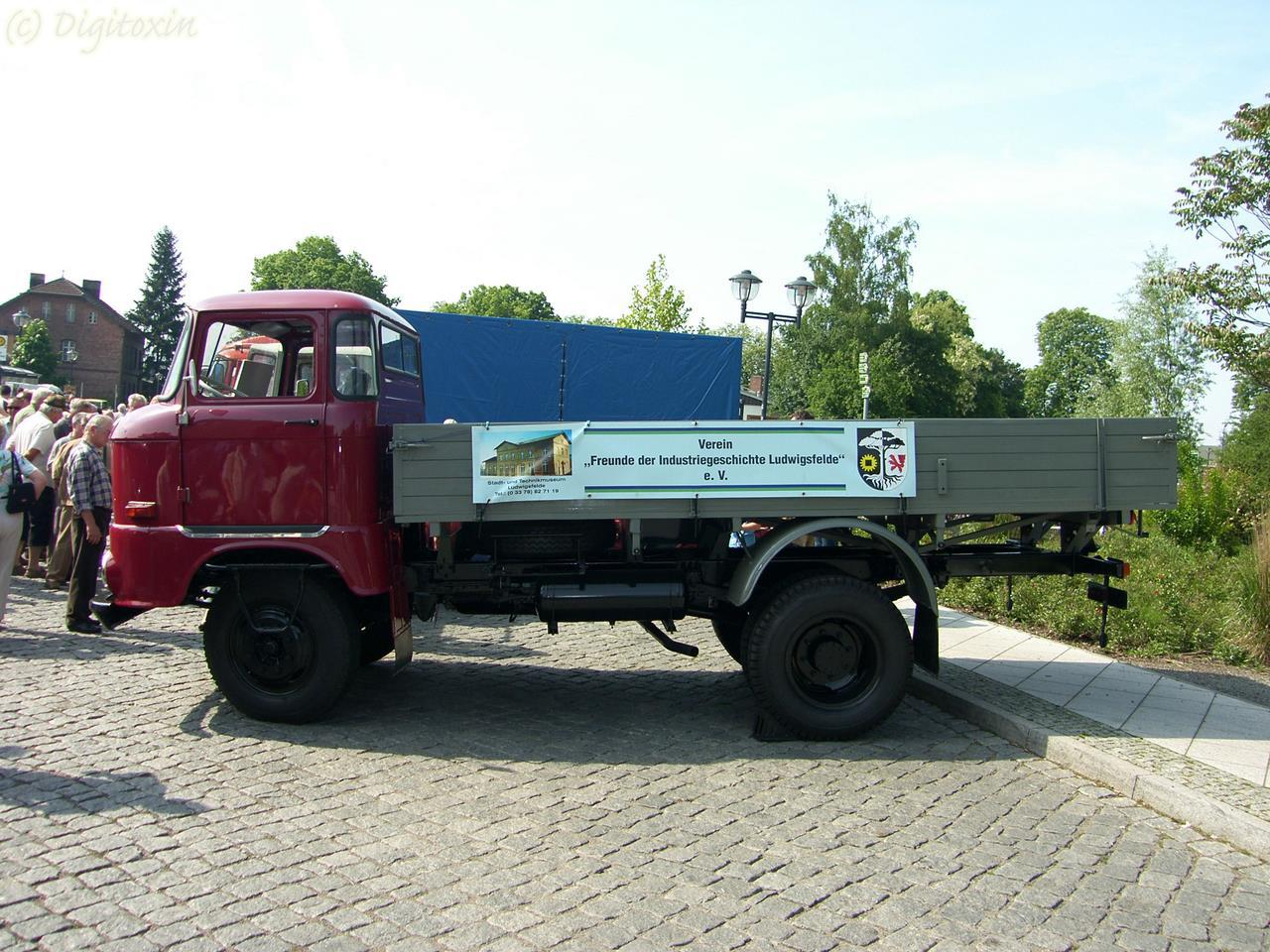
W50 in der Basisausführung 4x2 mit Holzpritsche
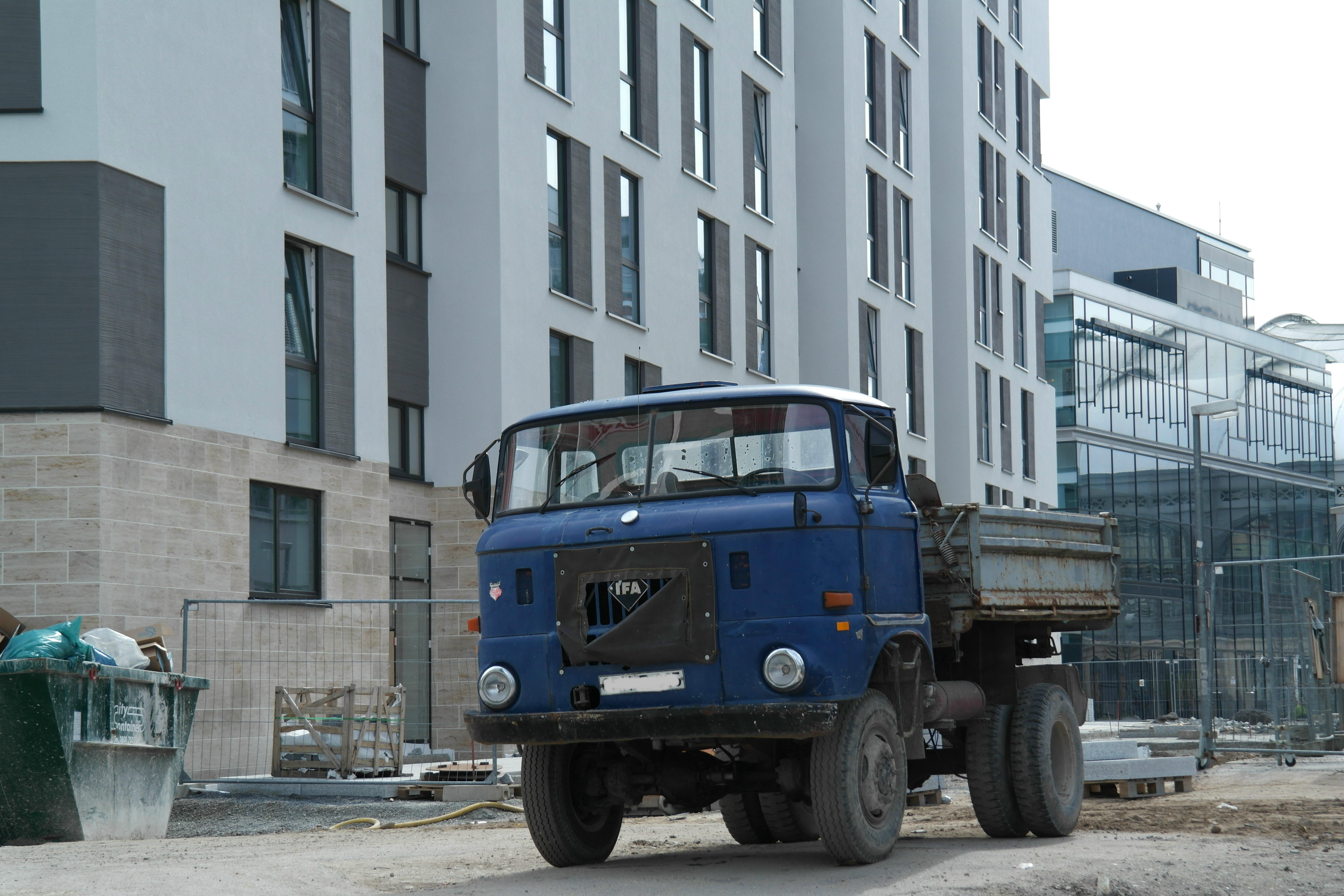
W50 LA/K
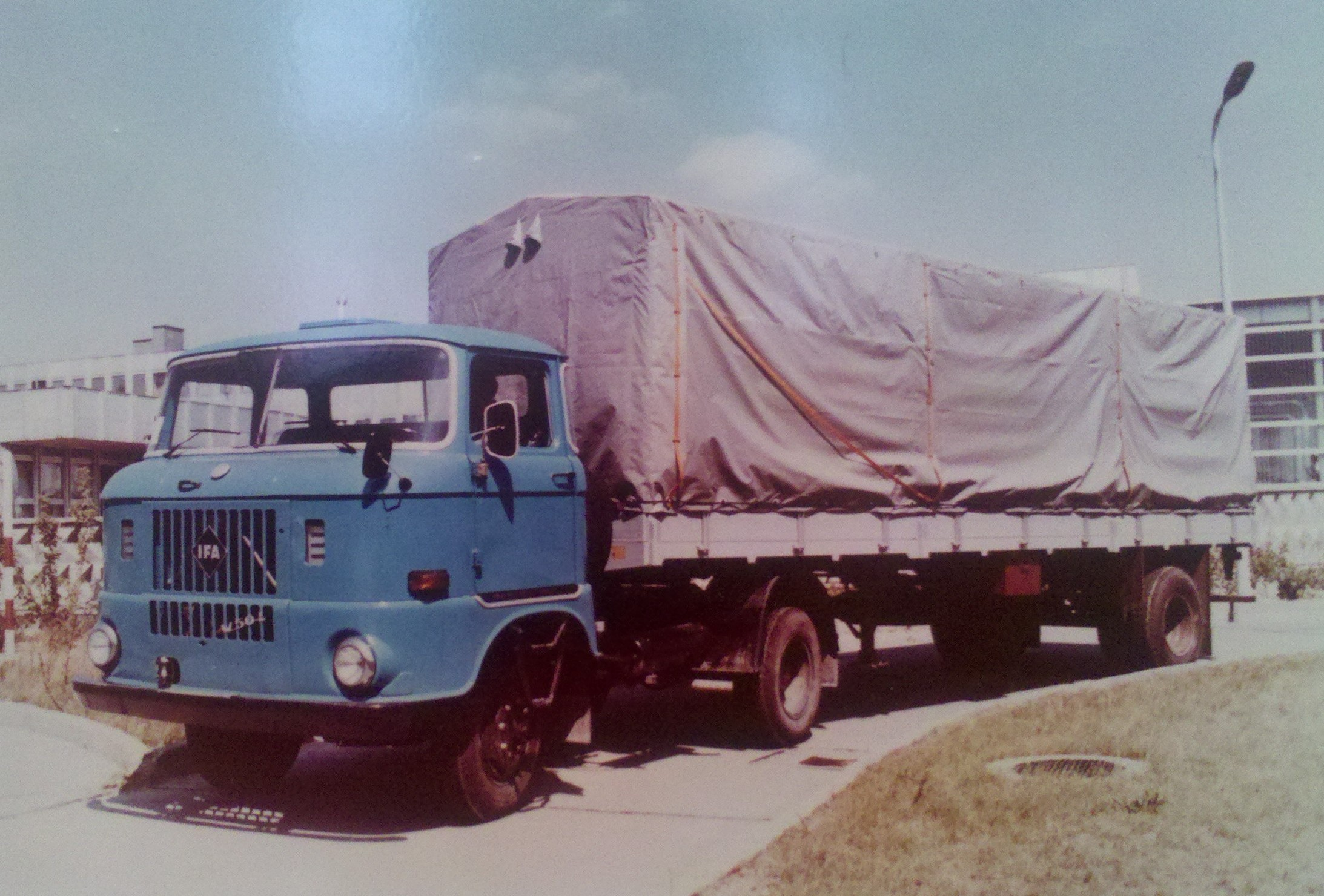
W50 L/S mit Sattelauflieger HLS 100.02
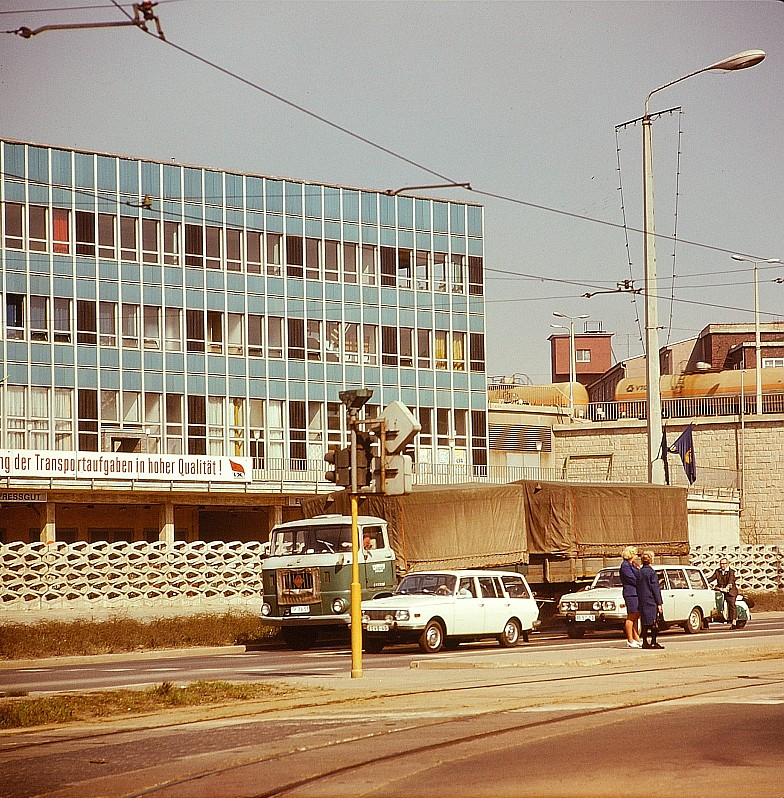
W50 L als Hängerzug
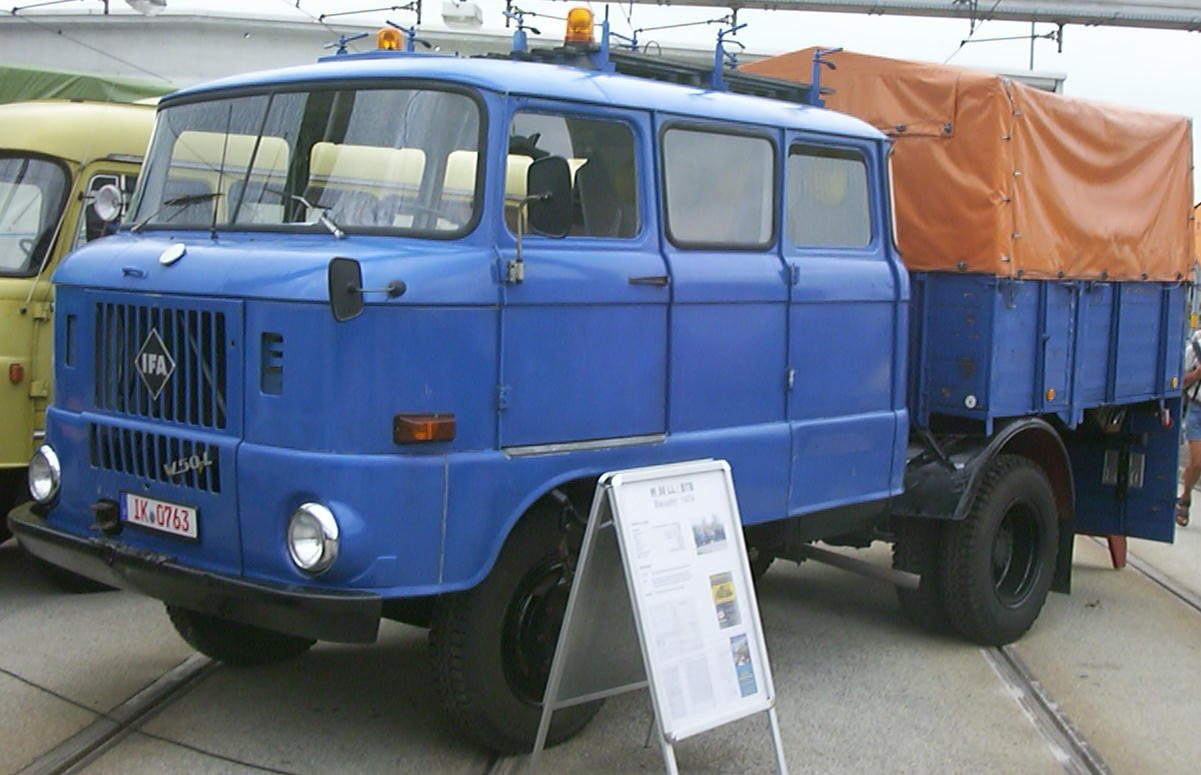
W50 BTP (Bautrupp)
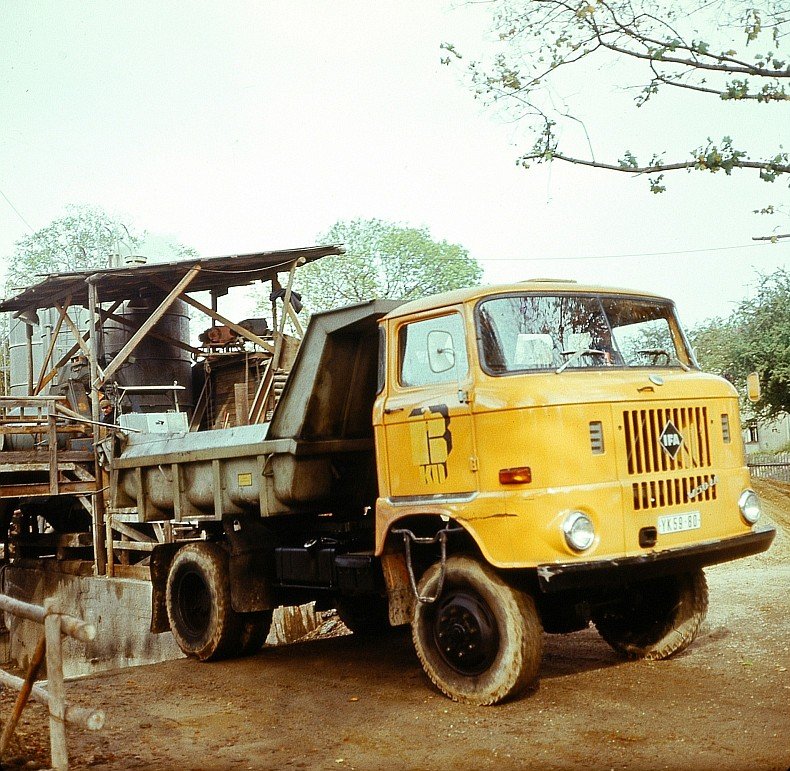
W50 LA/K-MK (Muldenkipper)
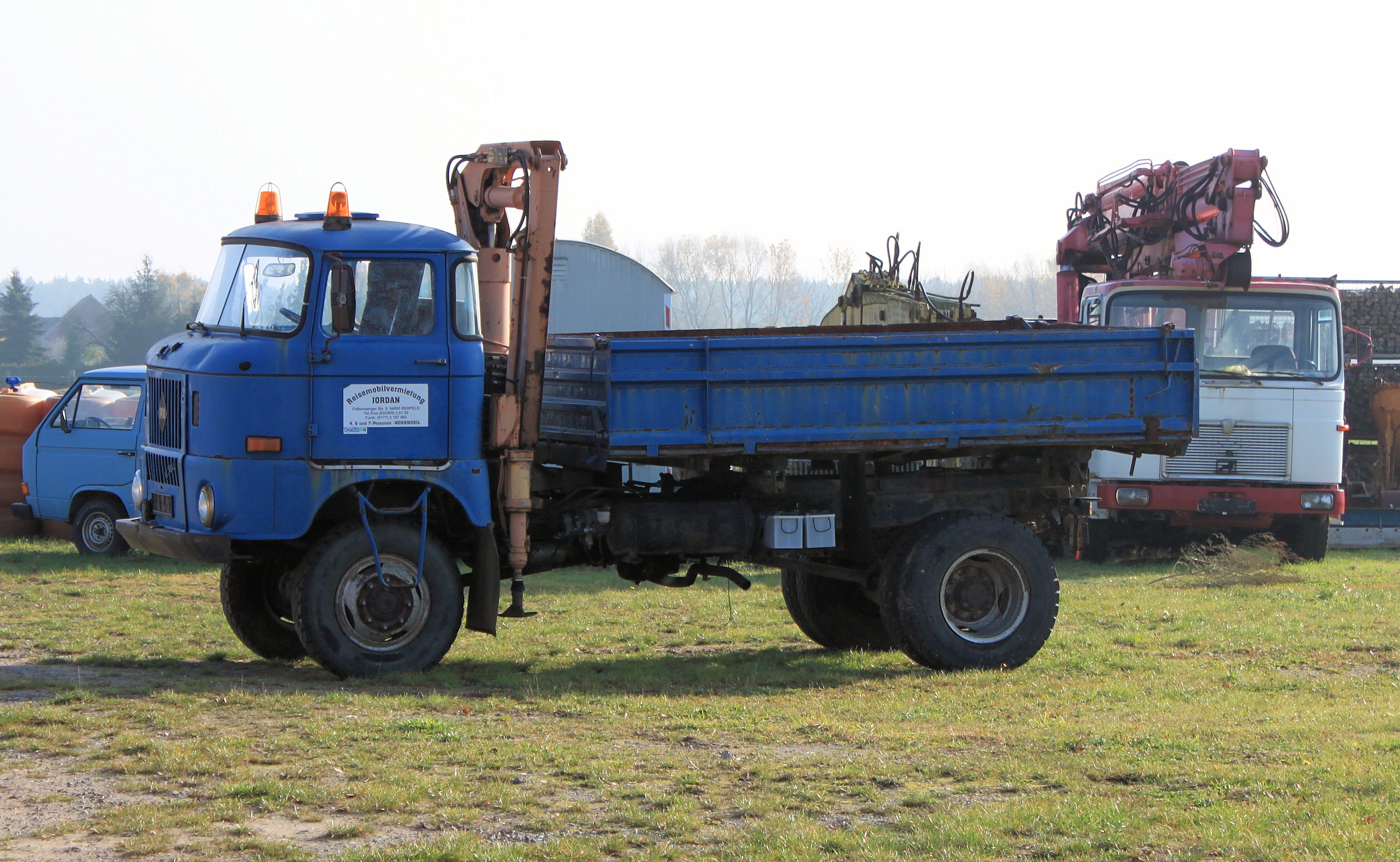
W50 L/K-LDK 1250 (Dreiseitenkipper mit Ladekran)
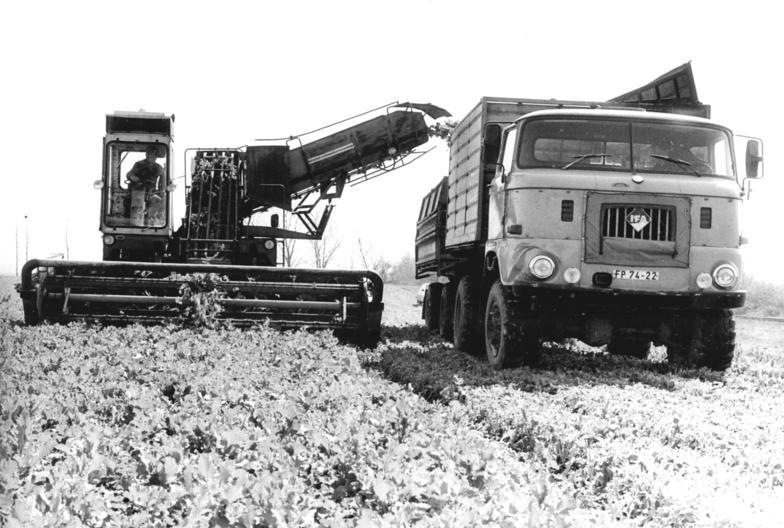
W50 LA mit Niederdruck-Reifen bei der Grünfutterernte
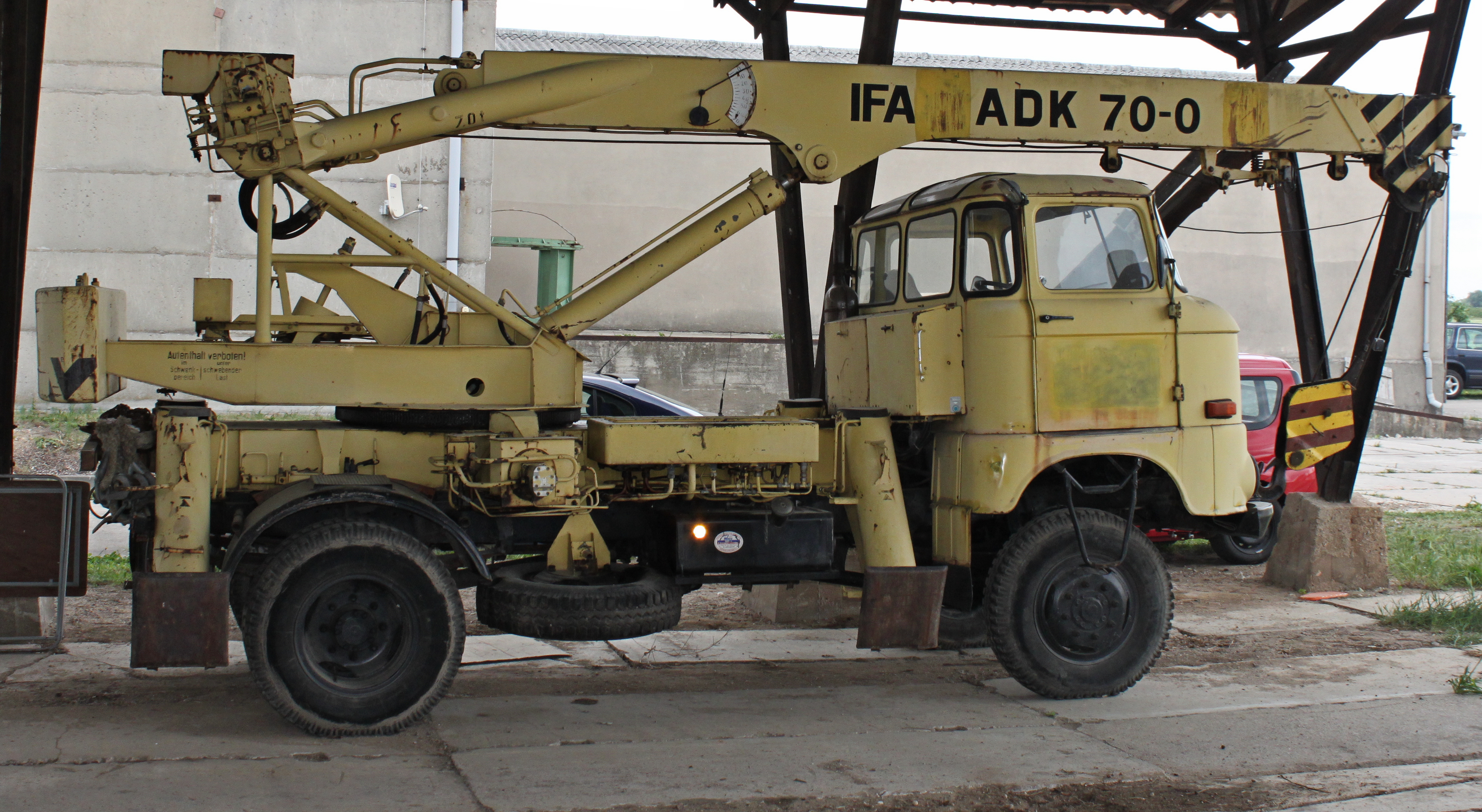
Der Autodrehkran 70 hat einen langen Radstand und Allradantrieb.
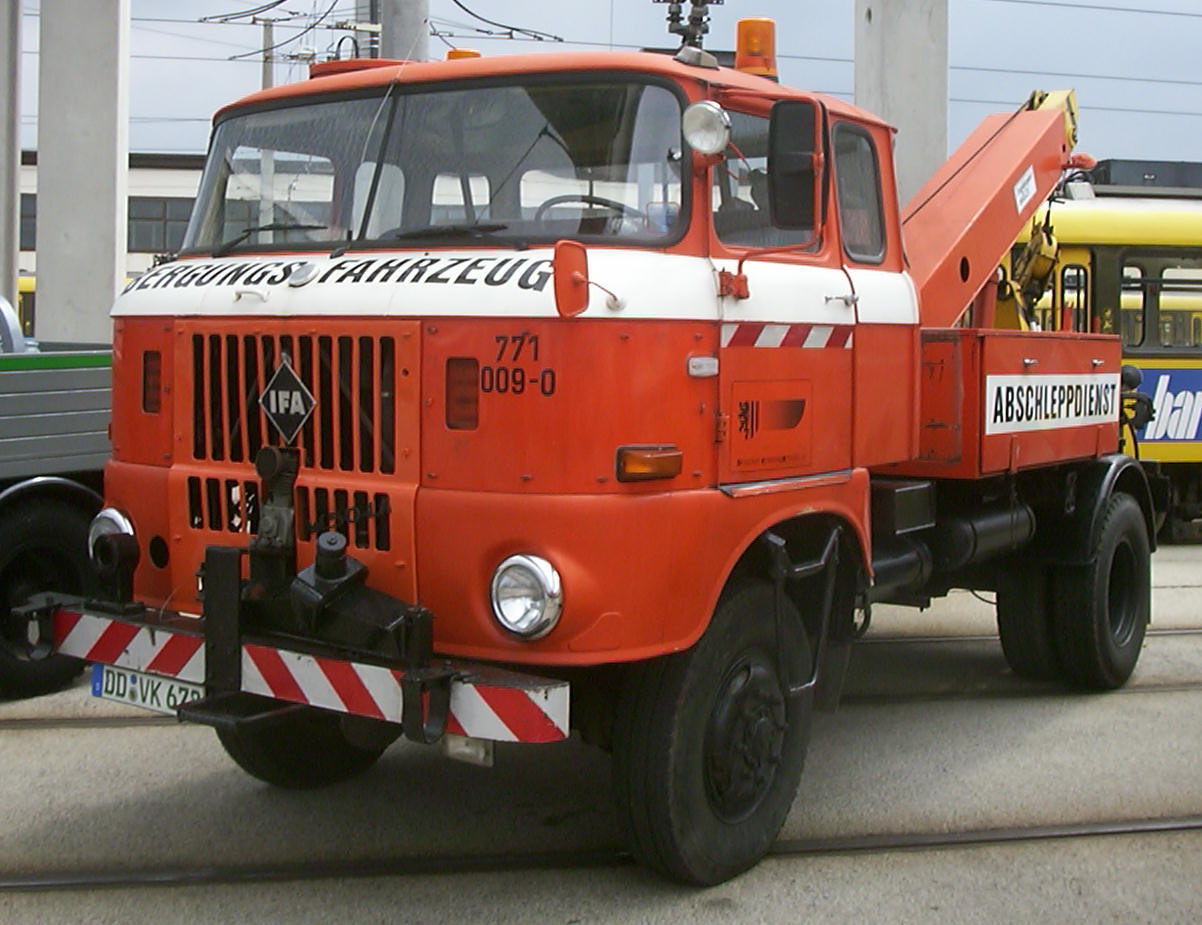
W50 LA/AB (Bergefahrzeug)
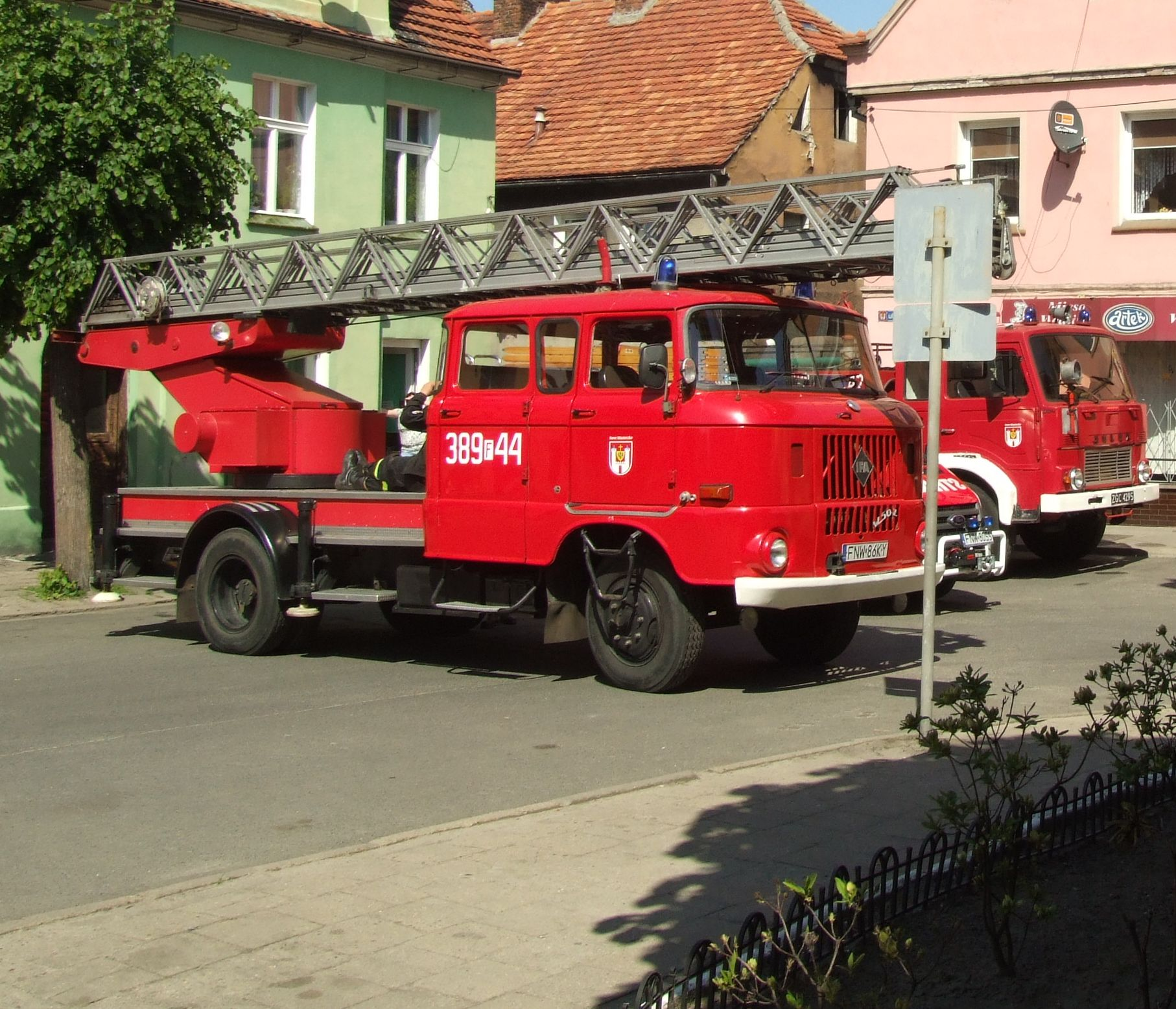
W50 DL 30 (Drehleiter)
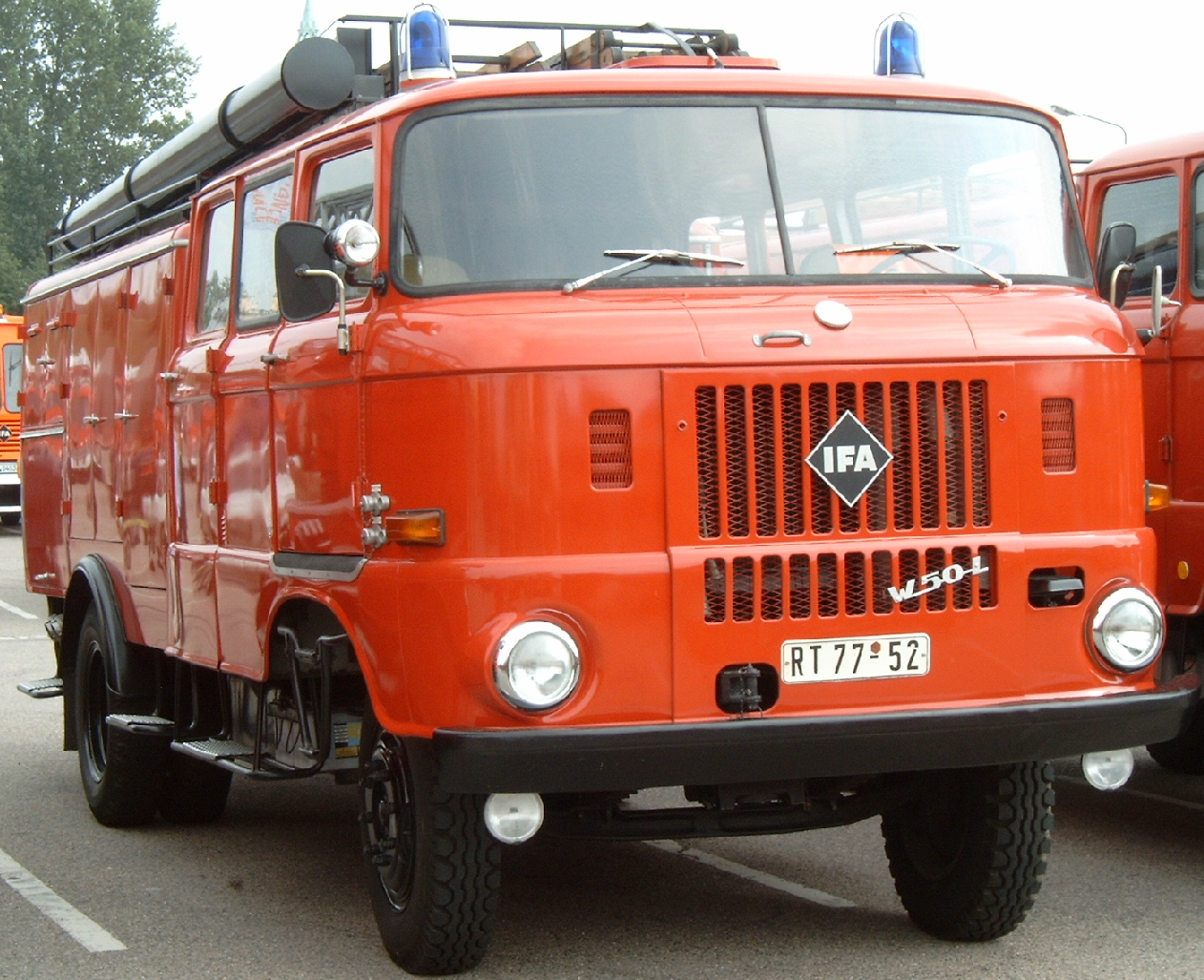
W50 LF 16, hinterachsgetriebenes Löschfahrzeug
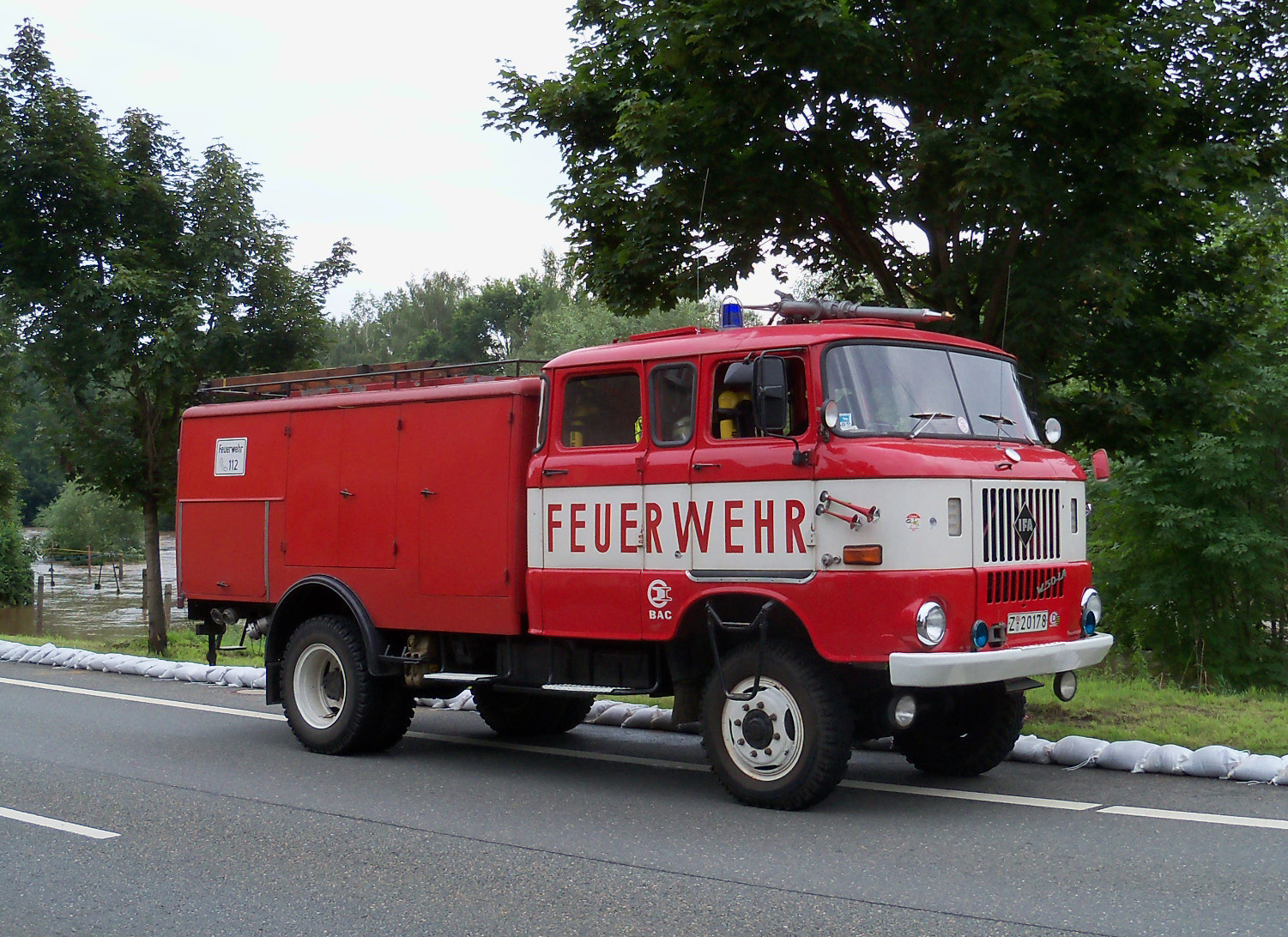
W50 TLF 16, allradgetriebenes Tanklöschfahrzeug
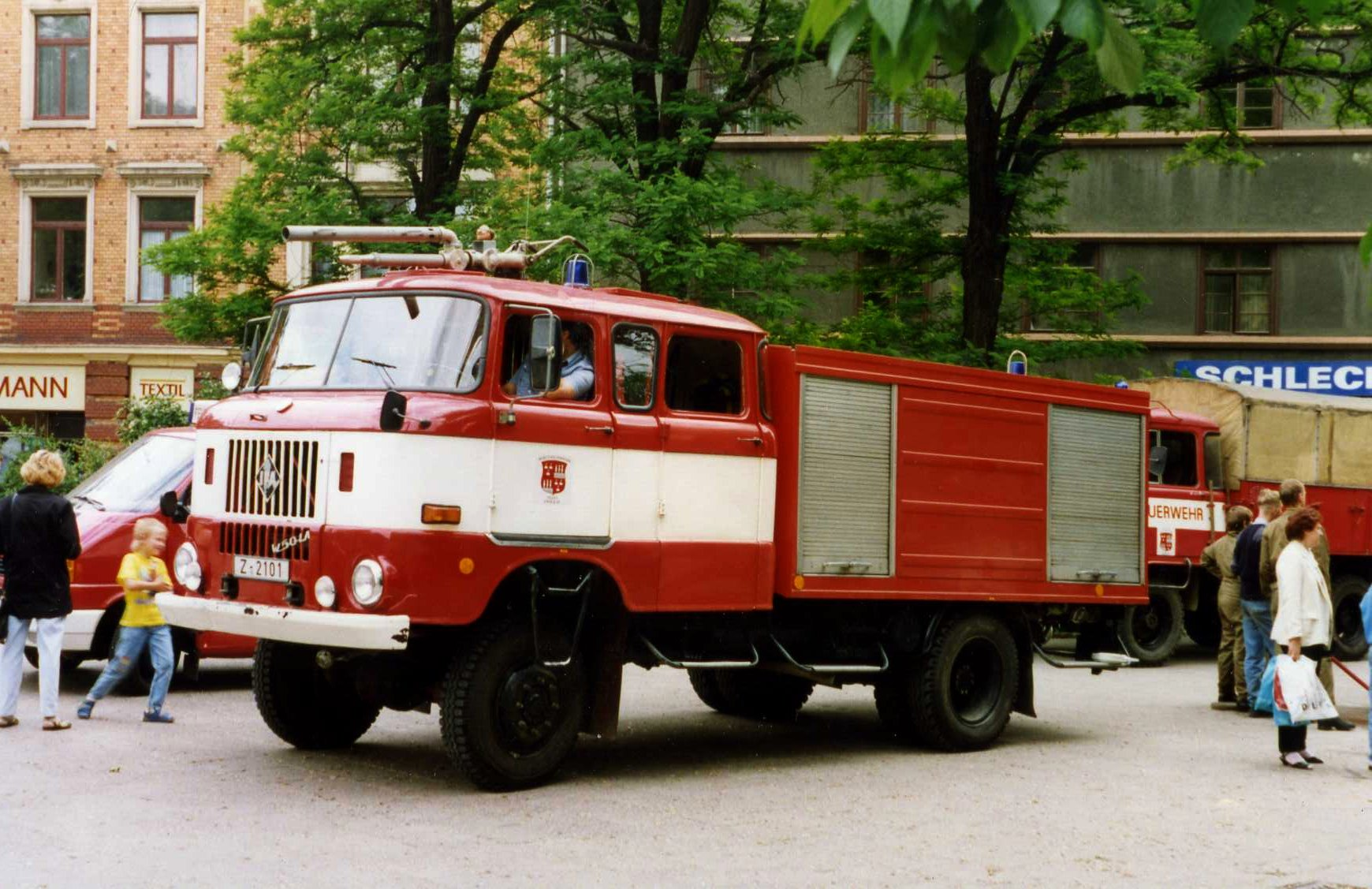
W50 TLF 16 GMK (mit Rollläden)
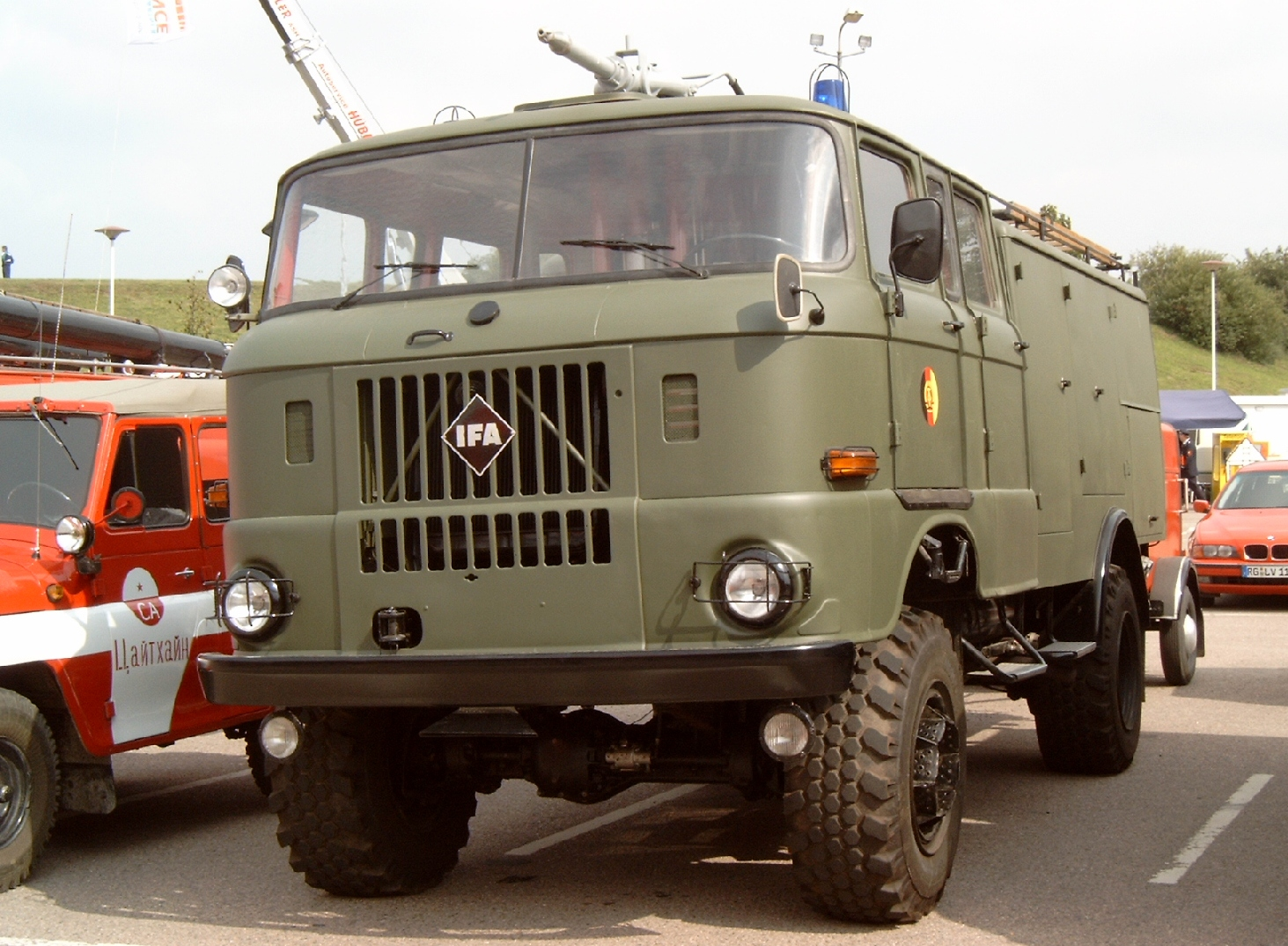
W50 TLF 16 der NVA mit Niederdruckreifen
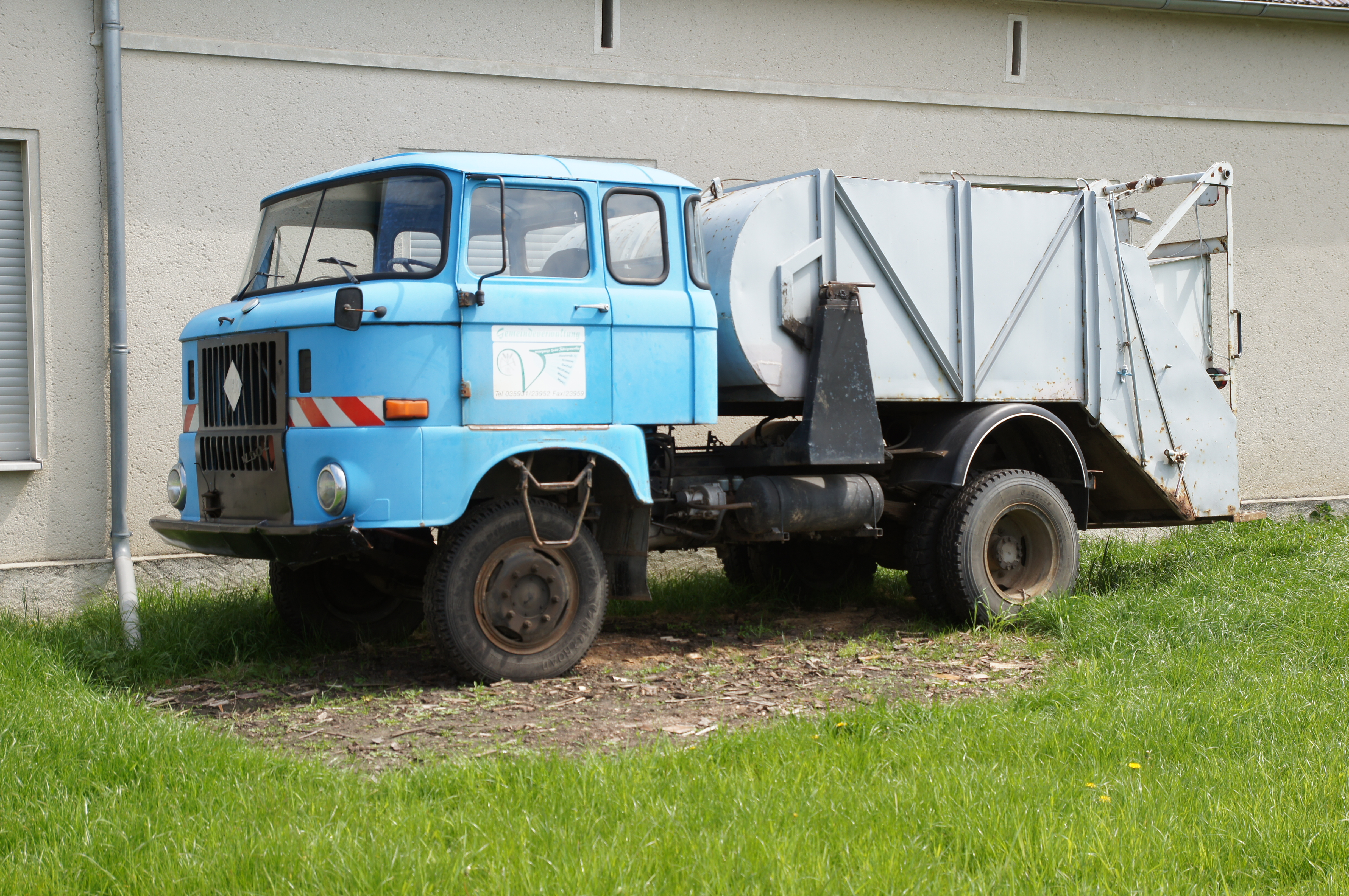
Müllfahrzeug
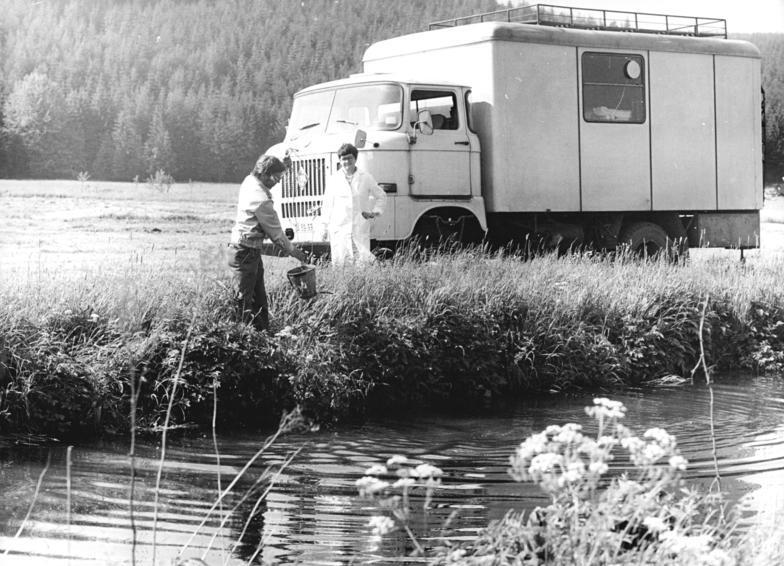
Laborwagen (Kofferaufbau)
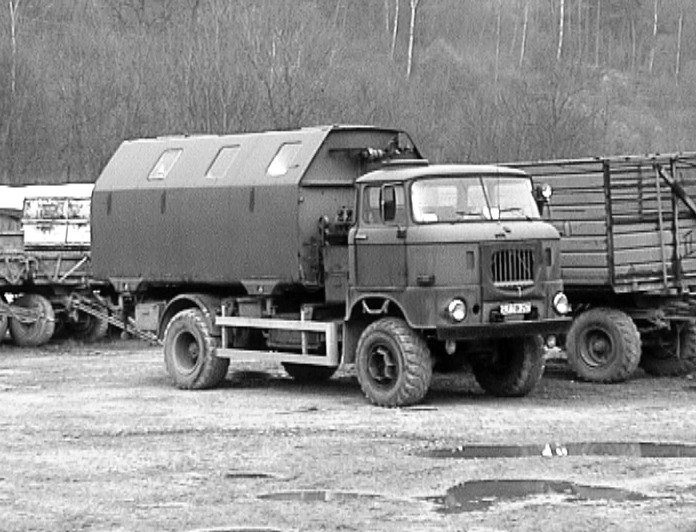
Leicht absetzbarer Koffer LAK II mit an das Lichtraumprofil der Bahn angepasster Form auf W50
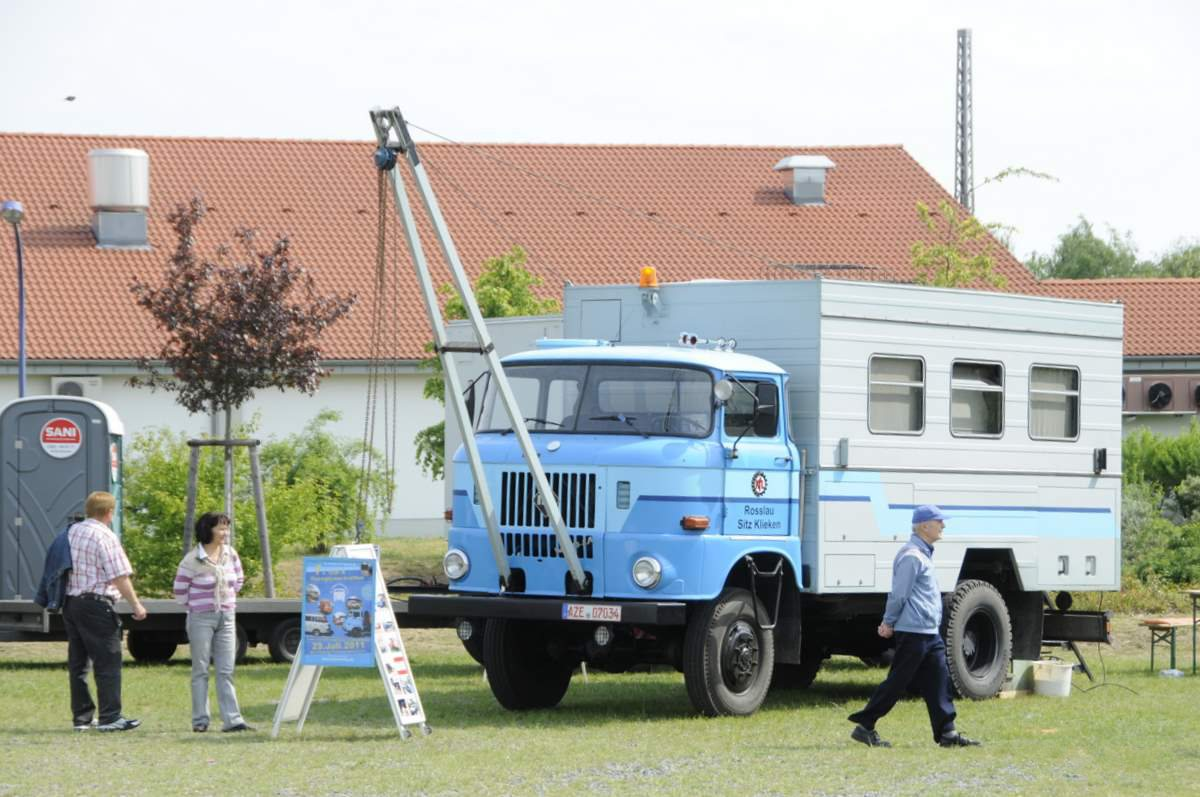
Werkstattkofferaufsatz und Anbaukran
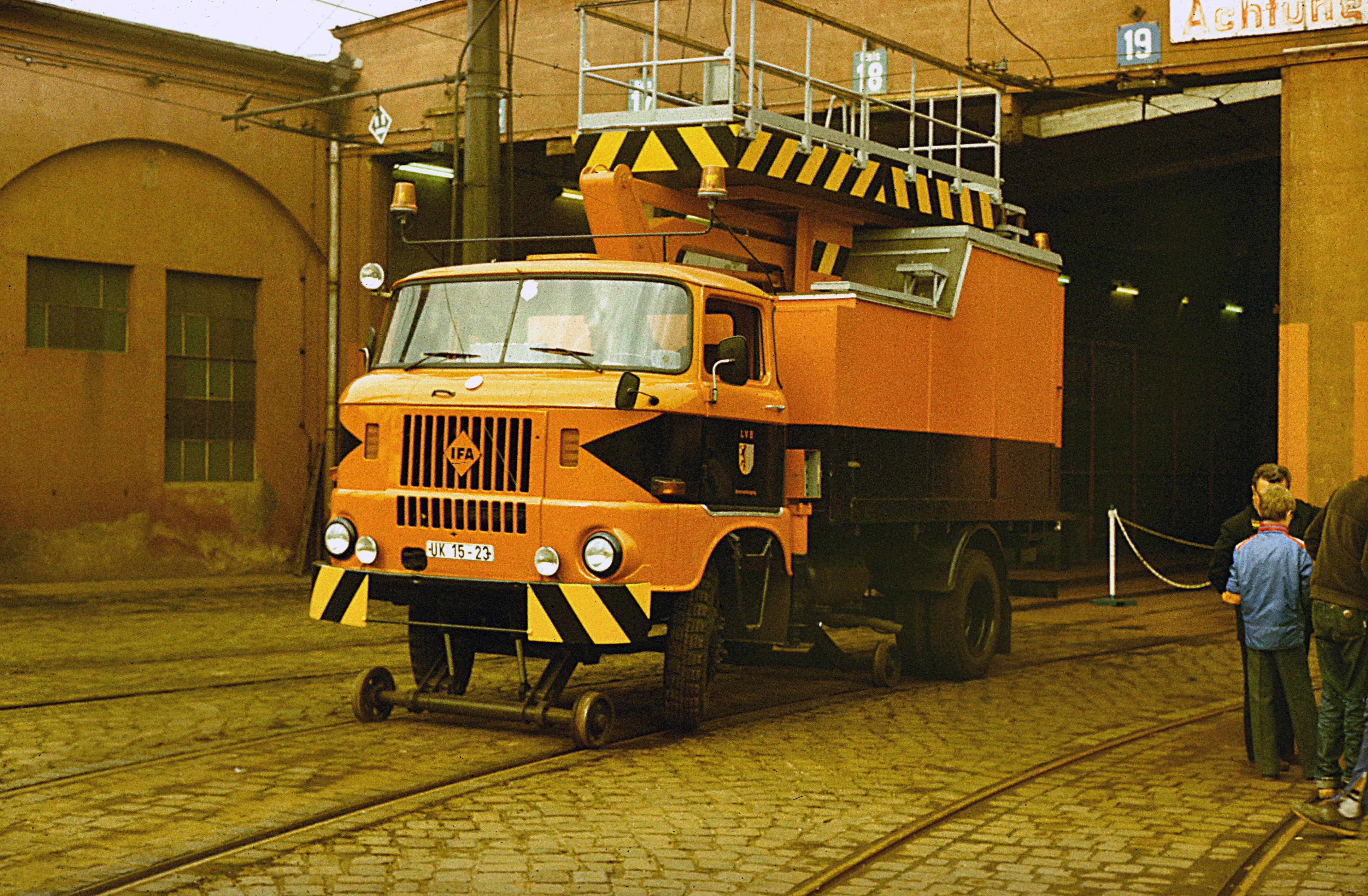
Oberleitungsrevisionswagen, Zweiwegefahrzeug
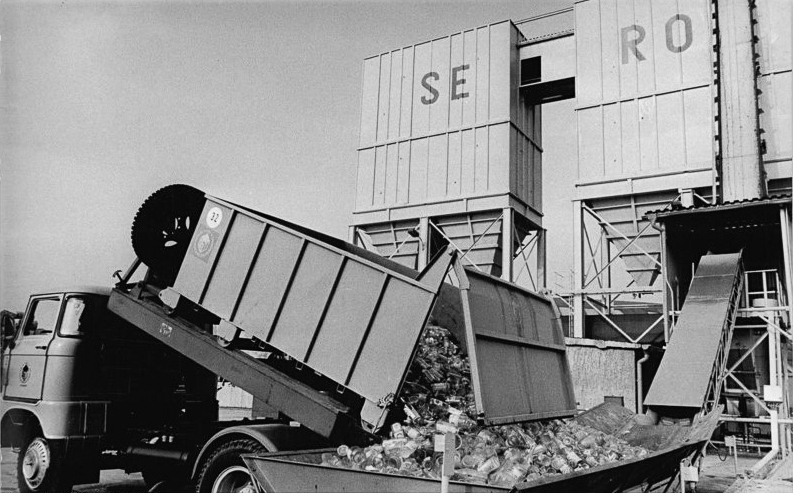
Rollcontainer
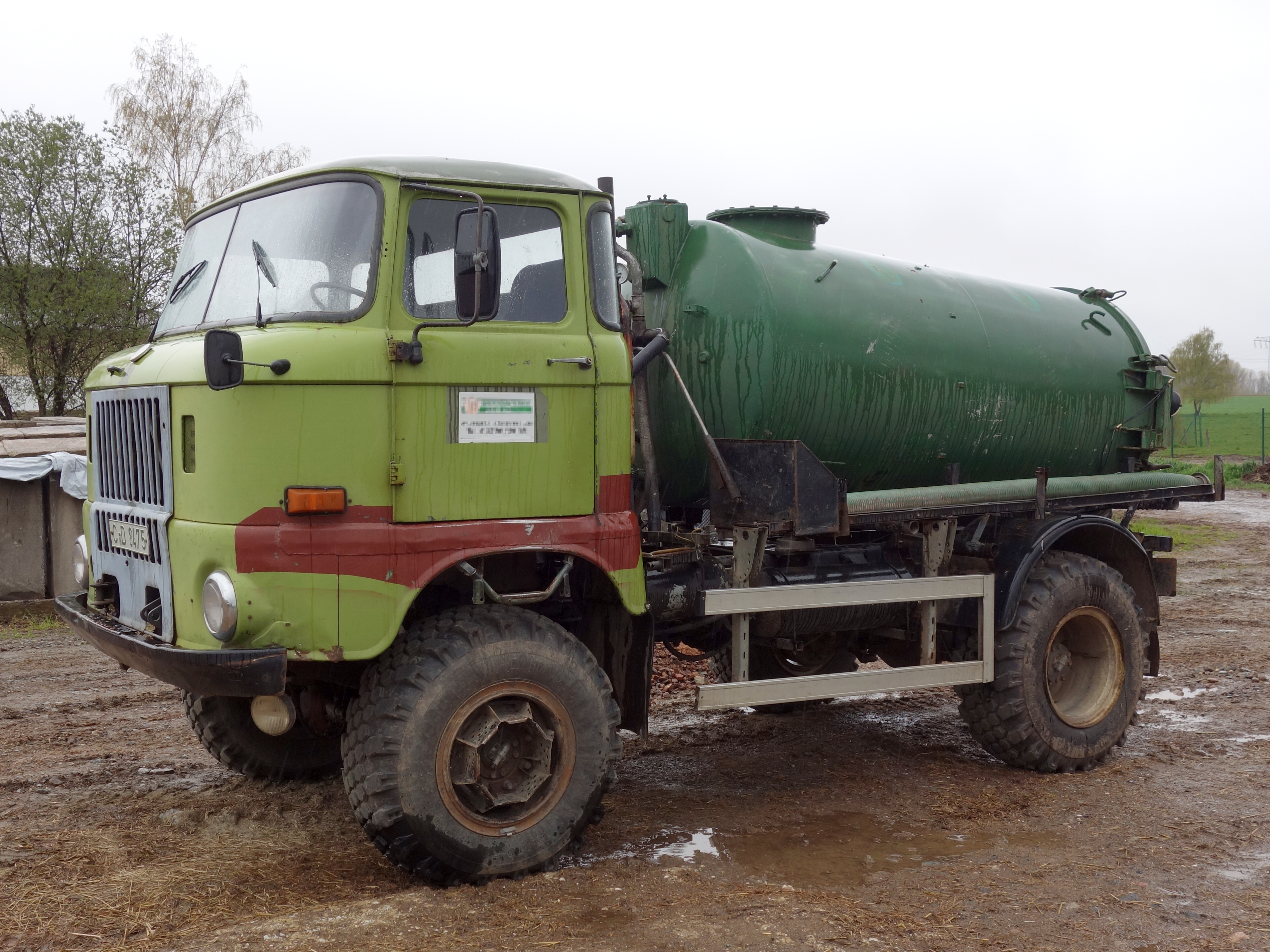
W50 LA/F Fäkalien- und Güllefahrzeug
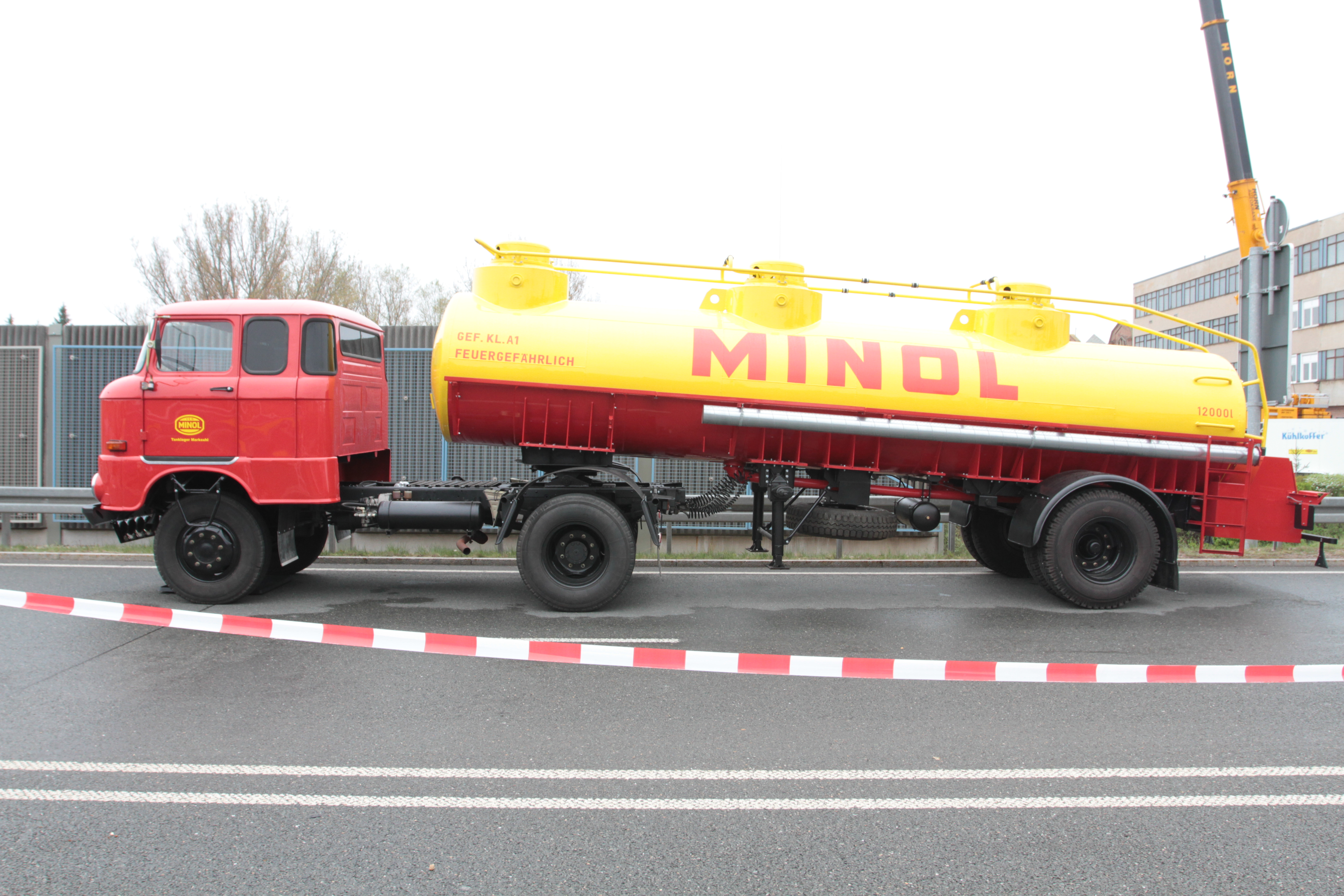
W50 L als Tankwagen
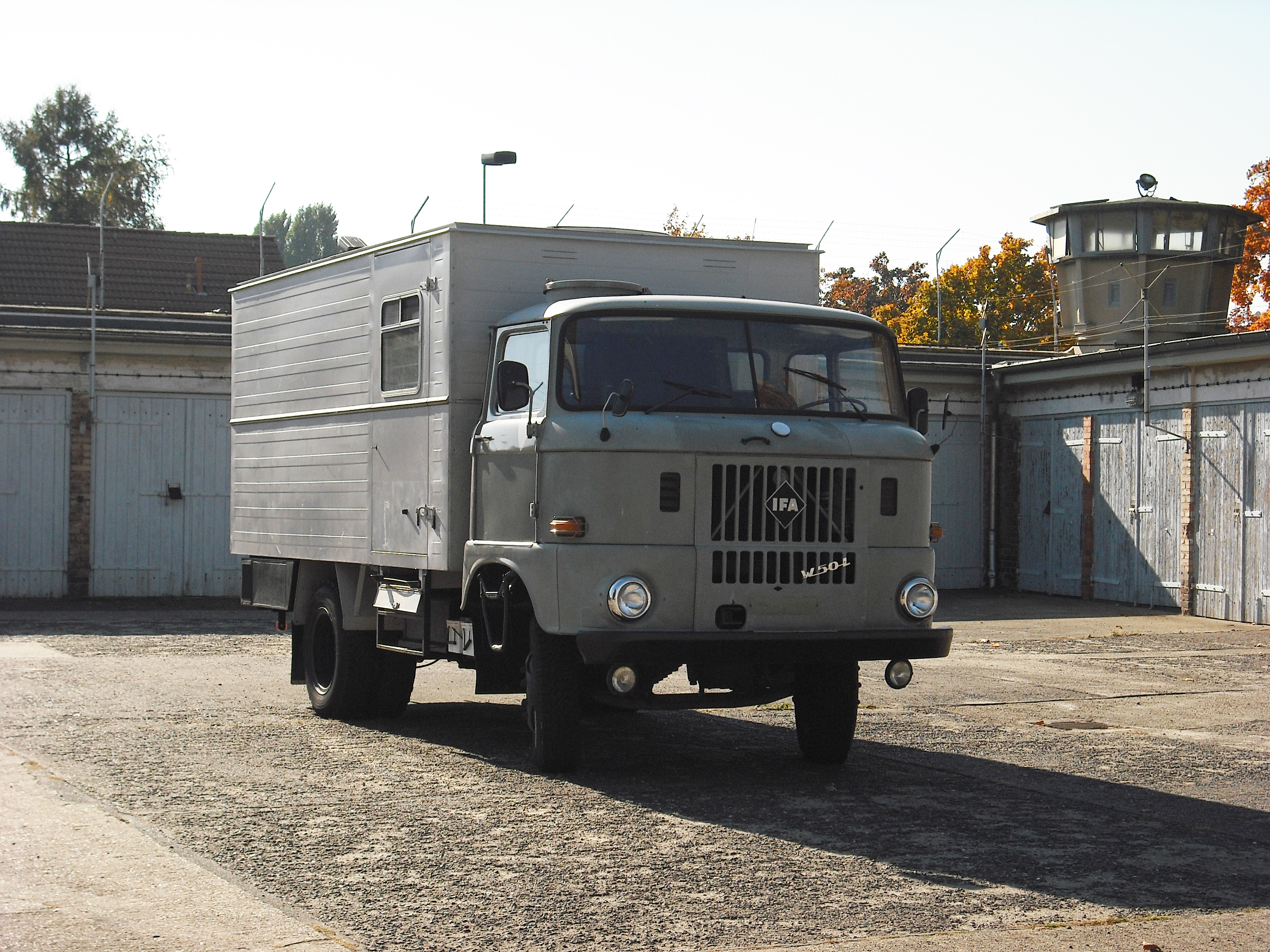
Ehemals für den Häftlingstransport genutzter W50 in der Gedenkstätte Berlin-Hohenschönhausen
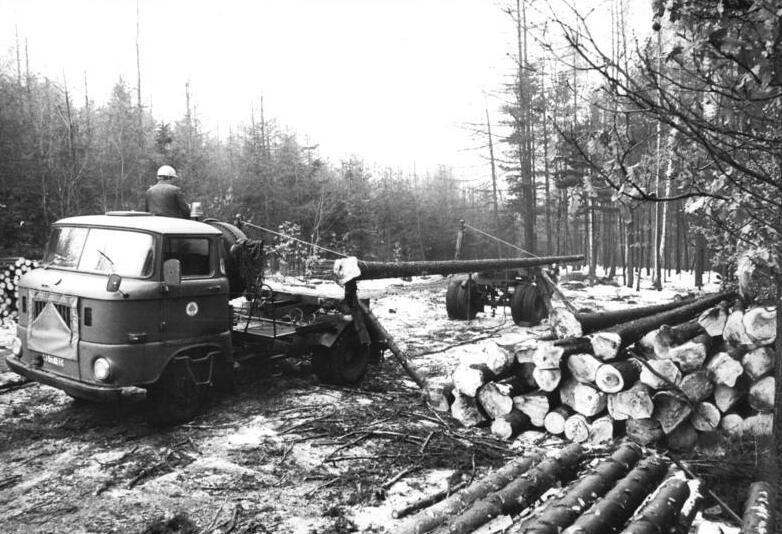
W50 mit Nachläufer zum Holztransport

### Produktionsprogramm W50
(Stand: um 1970)
| W50L                                | W50L                                                                    | W50L                                | W50L                                           | W50L                                | W50L                                  | W50L                                | W50L                                                                       | W50L                                | W50L                                                                     | W50L                                  | W50L                                                                                 | W50L                                | W50L                                                                         | W50L                                | W50L                                                    |
| 3200 mm Radstand Hochdruckbereifung | 3200 mm Radstand Hochdruckbereifung                                     | 3200 mm Radstand Hochdruckbereifung | 3200 mm Radstand Hochdruckbereifung            | 3200 mm Radstand Hochdruckbereifung | 3200 mm Radstand Hochdruckbereifung   | 3200 mm Radstand Hochdruckbereifung | 3200 mm Radstand Hochdruckbereifung                                        | 3200 mm Radstand Hochdruckbereifung | 3200 mm Radstand Hochdruckbereifung                                      | 3700 mm Radstand Hochdruckbereifung   | 3700 mm Radstand Hochdruckbereifung                                                  | 3700 mm Radstand Hochdruckbereifung | 3700 mm Radstand Hochdruckbereifung                                          | 3700 mm Radstand Hochdruckbereifung | 3700 mm Radstand Hochdruckbereifung                     |
| Pritschenfahrzeuge                  | Pritschenfahrzeuge                                                      | Kofferfahrzeuge                     | Kofferfahrzeuge                                | Spezialfahrzeuge                    | Spezialfahrzeuge                      | Kipper                              | Kipper                                                                     | Zugmaschinen und Sattelzüge         | Zugmaschinen und Sattelzüge                                              | Pritschenfahrzeuge                    | Pritschenfahrzeuge                                                                   | Kofferfahrzeuge                     | Kofferfahrzeuge                                                              | Spezialfahrzeuge                    | Spezialfahrzeuge                                        |
| ----------------------------------- | ----------------------------------------------------------------------- | ----------------------------------- | ---------------------------------------------- | ----------------------------------- | ------------------------------------- | ----------------------------------- | -------------------------------------------------------------------------- | ----------------------------------- | ------------------------------------------------------------------------ | ------------------------------------- | ------------------------------------------------------------------------------------ | ----------------------------------- | ---------------------------------------------------------------------------- | ----------------------------------- | ------------------------------------------------------- |
| L                                   | Pritsche mit/ohne Plane                                                 | L/NKB                               | Normalkofferfahrzeug, für Bodenlast            | L/F                                 | Fäkalienfahrzeug                      | L/K 3SK5                            | Dreiseitenkipper                                                           | L/Z                                 | Straßenzugmaschine mit Pritsche                                          | L/Sp                                  | Speditionspritschenfahrzeug mit geteilter Bordwand, mit/ohne Planengestell und Plane | L/MK                                | Möbelkofferfahrzeug mit 4-sitzigem Fahrerhaus                                | L/DL 30                             | Kraftfahrdrehleiter DL 30 für Besatzung 1+5 Personen    |
| LP                                  | Pritsche mit hydraulischer Ladebordwand, Planengestell und Plane        | L/NKP                               | Normalkofferfahrzeug Post                      | L/U                                 | Universalmontagemast 13m              |                                     |                                                                            | L/S                                 | Sattelzugmaschine ohne Kombinationsanforderungen                         | L/L-HDS 3                             | Pritschenfahrzeug mit hydraulischem Ladekran HDS 3                                   | L/MK-LB                             | Möbelkofferfahrzeug mit hydraulischer Ladebordwand und 4-sitzigem Fahrerhaus | L/LF 16                             | Löschgruppenfahrzeug LF 16 für Löschgruppe 1+8 Personen |
| L/BT                                | Bautruppfahrzeug mit 10-sitzigem Fahrerhaus                             | L/IKB                               | Isothermkofferfahrzeug, für Bodenlast          | L/KAF                               | Kadaverfahrzeug                       |                                     |                                                                            | L/S                                 | S. und Milch-Tankauflieger (mit Isolier-Plastebehältern)                 | L/L-LDK 1250                          | Pritschenfahrzeug mit hydraulischem Ladekran LDK 1250                                |                                     |                                                                              | L/LC                                | Müllcontainerfahrzeug mit hydraulischem Ladekran        |
|                                     |                                                                         | L/IKSt                              | Stickstoff-Kühlkoffer- fahrzeug, für Bodenlast | L/RK                                | Straßenkehrmaschine mit Rechtslenkung |                                     |                                                                            | L/S                                 | S. und Universal-Tankauflieger (mit Isolier-Plastebehältern)             | L/FPS                                 | Fahrschulfahrzeug mit Doppellenkung und 4-sitzigem Fahrerhaus                        |                                     |                                                                              |                                     |                                                         |
|                                     |                                                                         | L/W                                 | Werkstattkofferfahrzeug                        |                                     |                                       |                                     |                                                                            | L/S                                 | S. mit Plattformauflieger für Container und Langmaterial                 |                                       |                                                                                      |                                     |                                                                              |                                     |                                                         |
|                                     |                                                                         |                                     |                                                |                                     |                                       |                                     |                                                                            | L/S                                 | S. mit Pritschenauflieger, mit/ohne Planengestell und Plane              |                                       |                                                                                      |                                     |                                                                              |                                     |                                                         |
|                                     |                                                                         |                                     |                                                |                                     |                                       |                                     |                                                                            | L/SM1                               | Sattelzugmaschine mit spezifischen Kombinationsanforderungen             |                                       |                                                                                      |                                     |                                                                              |                                     |                                                         |
|                                     |                                                                         |                                     |                                                |                                     |                                       |                                     |                                                                            | L/SM1                               | S. mit Mischfutter-Transportauflieger                                    |                                       |                                                                                      |                                     |                                                                              |                                     |                                                         |
| W50 LA                              |                                                                         |                                     |                                                |                                     |                                       |                                     |                                                                            |                                     |                                                                          |                                       |                                                                                      |                                     |                                                                              |                                     |                                                         |
| 3200 mm Radstand Hochdruckbereifung | 3200 mm Radstand Hochdruckbereifung                                     | 3200 mm Radstand Hochdruckbereifung | 3200 mm Radstand Hochdruckbereifung            | 3200 mm Radstand Hochdruckbereifung | 3200 mm Radstand Hochdruckbereifung   | 3200 mm Radstand Hochdruckbereifung | 3200 mm Radstand Hochdruckbereifung                                        | 3200 mm Radstand Hochdruckbereifung | 3200 mm Radstand Hochdruckbereifung                                      | 3200 mm Radstand Niederdruckbereifung | 3200 mm Radstand Niederdruckbereifung                                                |                                     |                                                                              |                                     |                                                         |
| Pritschenfahrzeuge                  | Pritschenfahrzeuge                                                      | Spezialfahrzeuge                    | Spezialfahrzeuge                               | Kipper                              | Kipper                                | Straßenzugmaschinen mit Kippaufbau  | Straßenzugmaschinen mit Kippaufbau                                         | Spezialfahrzeuge 3700mm             | Spezialfahrzeuge 3700mm                                                  | Zugmaschinen mit Kippaufbau           | Zugmaschinen mit Kippaufbau                                                          |                                     |                                                                              |                                     |                                                         |
| LA/P                                | Pritschenfahrzeug mit Allradantrieb, mit/ohne Planen- gestell und Plane | LA/F                                | Güllefahrzeug mit Allradantrieb                | LA/K 3SK5                           | Dreiseitenkipper mit Allradantrieb    | LA/Z 3SK5                           | Straßenzugmaschine mit Dreiseitenkipp- aufbau, Allradantrieb, Zugmasse 16t | LA/TLF 16                           | Tanklöschfahrzeug TLF 16 für Löschgruppe 1+5 Personen, mit Allradantrieb | LA/Z 2SK5-ND                          | Zugmaschine mit Zweiseitenkippaufbau und Allradantrieb, Zugmasse 12t                 |                                     |                                                                              |                                     |                                                         |
|                                     |                                                                         |                                     |                                                | LA/K MK 5/6                         | Muldenkipper mit Allradantrieb        |                                     |                                                                            |                                     |                                                                          | LA/Z 3SK5-ND                          | Zugmaschine mit Dreiseitenkippaufbau und Allradantrieb, Zugmasse 12t                 |                                     |                                                                              |                                     |                                                         |

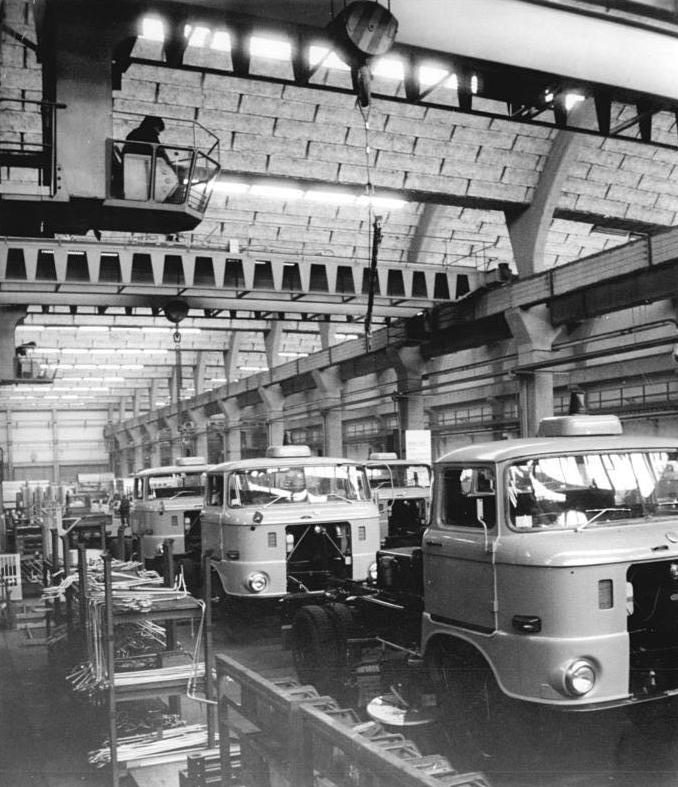
Montage von Straßenkehrmaschinen KM 2301 D im Spezialfahrzeugwerk Berlin-Adlershof auf rechtsgelenkte Basisfahrzeuge

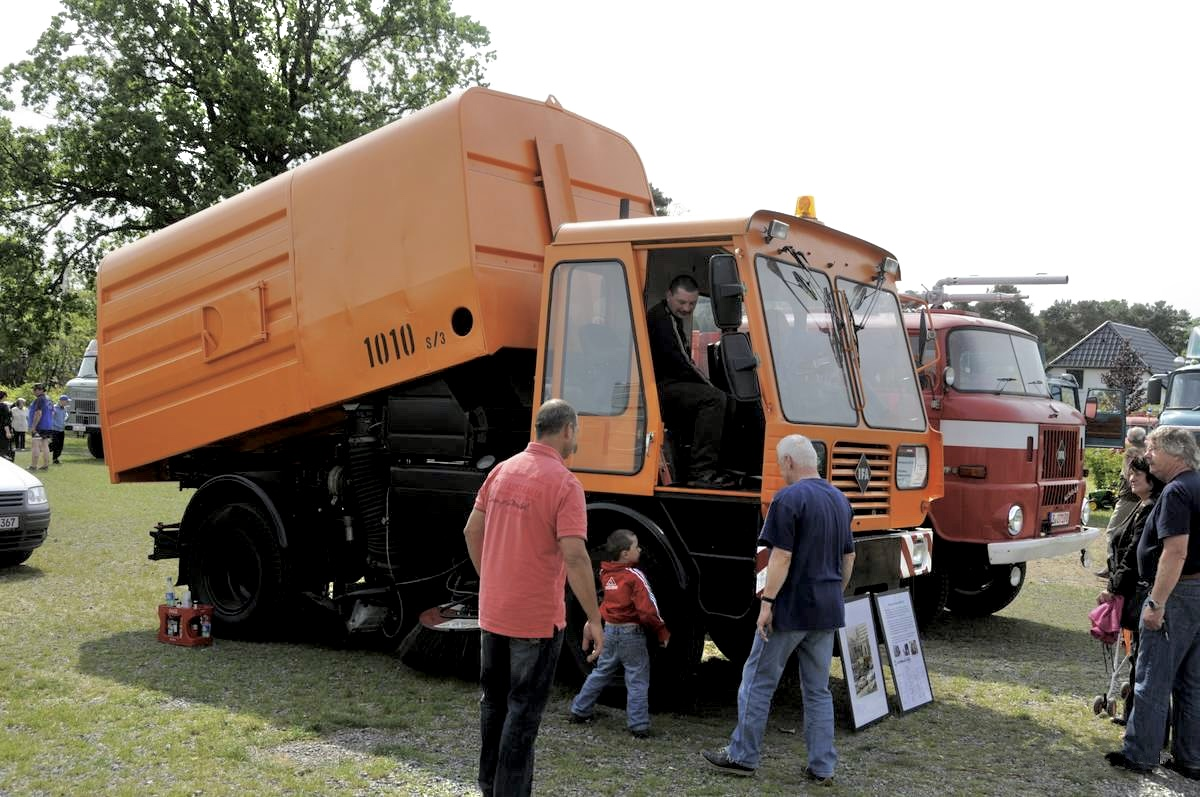
Kehrmaschine KM 2301 auf W50-Fahrgestell

Viele weitere Varianten entstanden auf Kundenwunsch mit Kooperationspartnern wie z. B.:
- VEB Karosseriewerke Halle
- VEB Spezialfahrzeugwerk Berlin-Adlershof (unter anderem Straßenkehrmaschinen und Ausführungen mit Ladebordwand[42])
- VEB Feuerlöschgerätewerk Luckenwalde
- VEB Kraftfahrzeugwerk „Ernst Grube“ Werdau
- VEB Rationalisierung der Öffentlichen Versorgungswirtschaft Dessau
- PGH Fünf Türme Halle (Saale)
- PGH Gute Fahrt Guben
- PGH Fahrzeugbau Kakerbeck
- Fa. E. Mühle Söhne KG, Löbau/Sachsen
- Fa. Schneider KG, Reichenbach im Vogtland
- Karosseriewerk Winter KG, Zittau/Sachsen
- Reglerbau und Maschinenbau VEB Sachsen Radebeul

### Feuerwehr
In Deutschland, speziell Ostdeutschland, ist der W50 vereinzelt noch bei Feuerwehren in Gebrauch. Diese W50 sind zumeist das Löschgruppenfahrzeug LF 16 TS8 und das Tanklöschfahrzeug TLF 16/25 bzw. TLF 16 GMK.
Viele bei großen Feuerwehren verwendete Fahrzeuge waren nach einer 25 Jahre währenden DDR-Feuerwehrfahrzeuggeneration wegen der im Vergleich zu zivil genutzten Fahrzeugen geringeren Betriebsstundenzahl noch gut erhalten und gepflegt und konnten nach der Wende von kleineren Feuerwehren preiswert übernommen werden.
2022 waren noch 90 LF 16 (Hinterachsantrieb) und 130 TLF 16 (Allradantrieb) zugelassen.
Siehe auch:
- Tanklöschfahrzeuge in der DDR
- Löschfahrzeuge in der DDR

### Adaption von W50-Teilen
Das 1987 in der NVA eingeführte Geländegängige Mehrzweckgerät 2,5 bestand zu einem größeren Anteil aus W50-Teilen. Auch beim Bau von Landmaschinen wurde häufig nach dem Baukastenprinzip auf Teile des Lkw zurückgegriffen: Die Allradachse des W50 LA kam so beim T 159 oder mit verringerter Spurweite bei der Allradausführung des Traktors ZT 303 zum Einsatz. Zudem nutzte auch der Bus Ikarus 211 Baugruppen des W50.

## Export

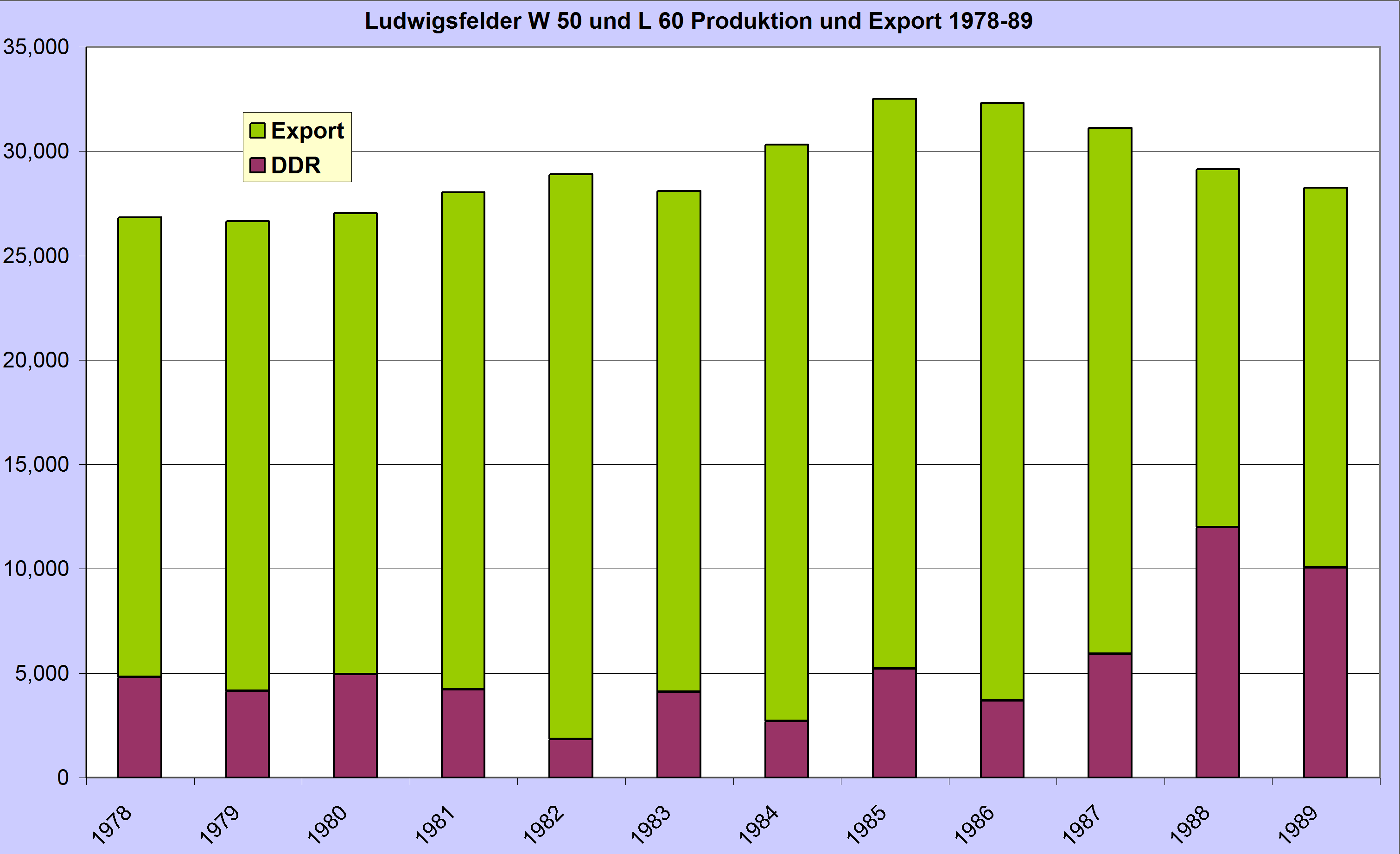
Export des W50 und L60 im Vergleich zum DDR-Absatz grafisch dargestellt

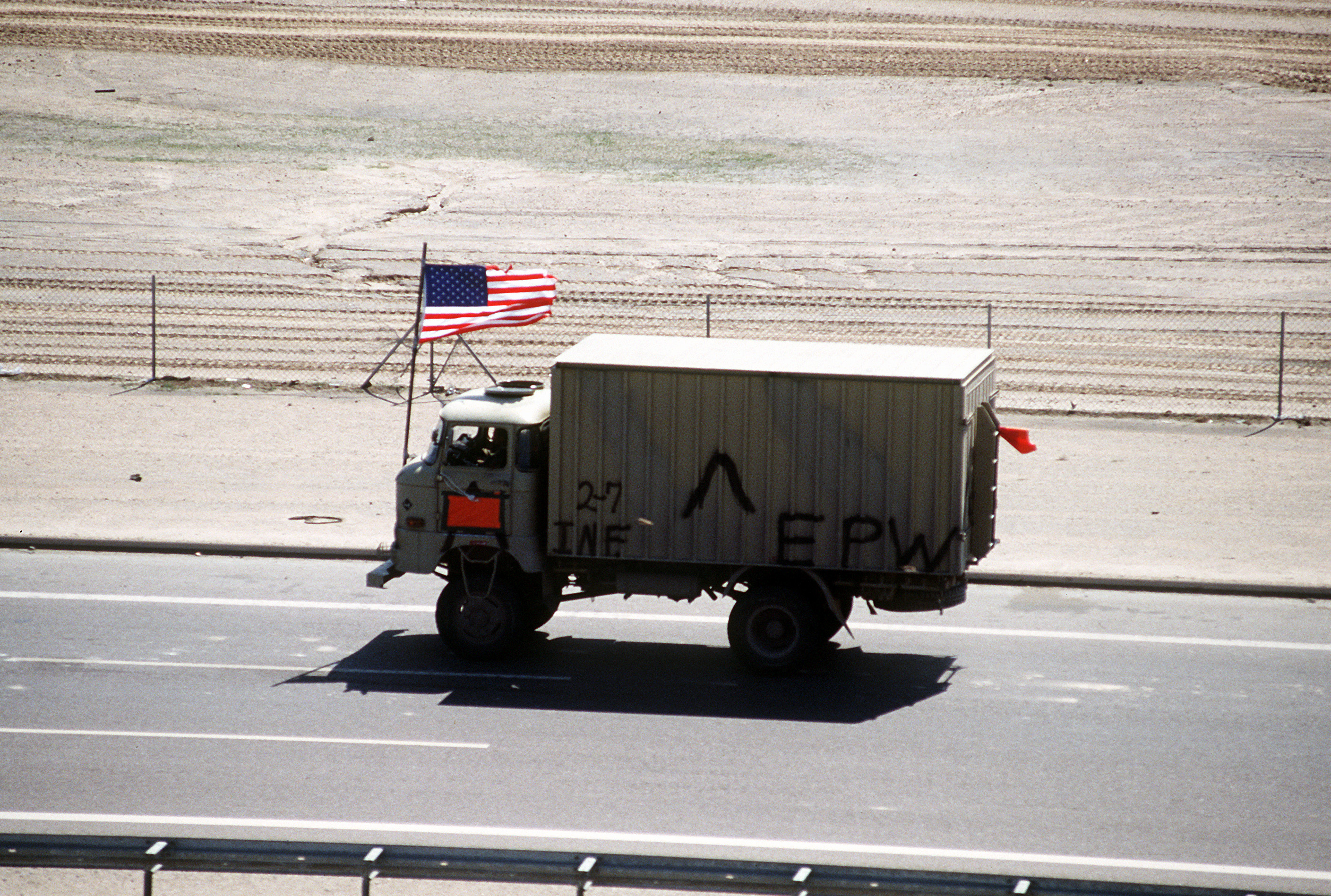
Ein für den US-Dienst erbeuteter irakischer W50 während des Zweiten Golfkriegs, 1991

Exportiert wurde der W50 in mehr als 40 Staaten in 240 länderspezifischen Modellen. Die Exportrate betrug in den achtziger Jahren bis zu 70 Prozent. In Ländern wie beispielsweise in der Tschechoslowakei, Sowjetunion, Rumänien, Ungarn, Bulgarien, Nicaragua, Polen, Vietnam, Äthiopien, Angola und Mosambik gehörte er noch lange nach dem Ende seiner Produktion und zum Teil bis heute zum Straßenbild. Die Hauptabnehmer im nicht-sozialistischen Ausland waren Iran und Irak. Beide Länder rüsteten während des Ersten Golfkriegs (1980–1988) insbesondere das Militär mit W50 aus, sodass Beutefahrzeuge von jeder Seite weiterverwendet werden konnten. Der Irak setzte den W50 auch im Zweiten Golfkrieg (1990/1991) ein. Die Restbestände (mehr als tausend Fahrzeuge) wurden in den 1990er Jahren von einem Unternehmer in Heiligengrabe noch weltweit verkauft. Auch Vietnam füllte damals seine Bestände an W50 auf, die weiter im täglichen Einsatz sind. Schon 1981 war der 10.000ste W 50 nach Vietnam exportiert worden.
Die Ausrichtung auf den Export führte zum Mangel an Fahrzeugen innerhalb der DDR; deshalb wurden von der NVA ausgemusterte sowie nicht exportierte Militärfahrzeuge in der Wirtschaft verwendet.

## Trivia
Die 5-Mark-Banknoten der DDR hatten auf der Rückseite eine Abbildung des W50, was auf seine herausgehobene Bedeutung in der DDR hindeutet.
Im 1997 gedrehten Bond-Film Der Morgen stirbt nie war in einer Szene, die in Vietnam spielen soll, aber in Bangkok gedreht wurde, ein W50 zu sehen.